# 2015 dans les parcs de loisirs
| Années des parcs de loisirs : 2012 - 2013 - 2014 - 2015 - 2016 - 2017 - 2018    |
| Décennies des parcs de loisirs : 1980 - 1990 - 2000 - 2010 - 2020 - 2030 - 2040 |

L'article 2015 dans les parcs de loisirs répertorie les événements marquants et les nouveautés majeures de l'année 2015, dans le domaine des parcs de loisirs à travers le monde.

## Parcs d'attractions

### Ouverture
- Yumble Roermond ( Pays-Bas) ouvert au public le 21 mars
- Madame Tussauds Orlando ( États-Unis) ouvert au public le 4 mai
- Romon U-Park ( Chine) ouvert au public le 19 juin
- Lewa Adventure ( Chine) ouvert au public le 30 juin
- Fantawild Dreamland Henan ( Chine) ouvert au public le 9 juillet
- Legoland Discovery Centre Istanbul ( Turquie) ouvert au public le 30 juillet
- Grévin Séoul ( Corée du Sud) ouvert au public le 30 juillet[1]
- Sindibad by Walibi ( Maroc) ouvert au public le 17 août
- Fantawild Theme Park Datong ( Chine) ouvert au public en août
- Xishuangbanna Theme Park ( Chine) ouvert au public le 26 septembre
- Gingko Lake Amusement Park ( Chine) ouvert au public le 21 octobre

### Fermeture
- Holly Park ( France)
- Speelstad Oranje ( Pays-Bas)
- Yumble Roermond ( Pays-Bas)
- Wasalandia ( Finlande)

### Anniversaire
- Fantawild Adventure Shantou ( Chine) 5 ans
- Universal Studios Singapore ( Singapour) 5 ans
- Legoland Discovery Centre Manchester ( Royaume-Uni) 5 ans
- Terra Botanica ( France) 5 ans
- Plopsa Indoor Coevorden ( Pays-Bas) 5 ans
- Ferrari World Abu Dhabi ( Abou Dabi) 5 ans
- Fantawild Dream Park ( Chine) 5 ans
- Hong Kong Disneyland ( Hong Kong) 10 ans
- Zoomarine Roma ( Italie) 10 ans
- Plopsa Indoor Hasselt ( Belgique) 10 ans
- Plopsaland De Panne ( Belgique) 15 ans
- Terra Mítica ( Espagne) 15 ans
- PortAventura Park ( Espagne) 20 ans
- Wunderland Kalkar ( Allemagne) 20 ans
- Elitch Gardens ( États-Unis) 20 ans
- Universal Studios Florida ( États-Unis) 25 ans
- Bayern Park ( Allemagne) 30 ans
- La Coccinelle ( France) 30 ans
- Alton Towers ( Royaume-Uni) 35 ans
- Cobac Parc ( France) 40 ans
- Gardaland ( Italie) 40 ans
- Särkänniemi  Finlande 40 ans
- Europa-Park ( Allemagne) 40 ans
- Walibi Belgium ( Belgique) 40 ans
- Fårup Sommerland ( Danemark) 40 ans
- Fiabilandia ( Italie) 50 ans
- Silver Dollar City ( États-Unis) 55 ans
- Disneyland ( États-Unis) 60 ans
- Bagatelle ( France) 60 ans
- Linnanmäki ( Finlande) 65 ans
- Knott's Berry Farm ( États-Unis) 75 ans
- Duinrell ( Pays-Bas) 80 ans
- Koningin Juliana Toren ( Pays-Bas) 105 ans
- Playland (Vancouver) ( Canada) 105 ans
- Elitch Gardens ( États-Unis) 125 ans
- Cedar Point ( États-Unis) 145 ans
- Six Flags New England ( États-Unis) 145 ans
- Jardin d'acclimatation (Paris) ( France) 155 ans

## Parcs aquatiques

### Ouverture
- Plopsaqua à Plopsaland De Panne ( Belgique) ouvert au public le 22 mars
- Aqua Mexicana à Attractiepark Slagharen ( Pays-Bas) ouvert au public le 2 mai
- SplashWorld ( France) ouvert au public le 16 août - Aujourd'hui connu sous le nom Wave Island.

## Événements
- Mai
  - 22 mai -  France - La Compagnie des Alpes annonce la cession de Planète Sauvage et La Mer de sable à Looping Group pour 15,4 millions d'euros[2].
- Juin
  - 2 juin -  Royaume-Uni - Collision entre deux trains, l'un vide l'autre contenant seize passagers, dans le virage reliant les deux inversions du batwing, sur The Smiler au parc Alton Towers faisant quatre blessés graves[3].
  - 19 juin -  Royaume-Uni - Réouverture de Dreamland Margate après 10 ans de fermeture[4].
  - 19 juin -  Pays-Bas - Efteling reçoit son 123.456.789ème visiteur[5].
- Juillet
  - 10 juillet -  France - Vulcania reçoit son 5 millionième visiteur[6].
- Septembre
  - 16 septembre -  Pays-Bas - Décès de Ton van de Ven, l'un des concepteur d'attractions et directeur artistique d'Efteling[7].
  - 28 septembre -  Japon - Comcast, maison mère d'Universal Parks & Resorts devient officiellement l'actionnaire majoritaire d'Universal Studios Japan[8].
- Octobre
  - 4 octobre -  France - Le parc Marineland d'Antibes est gravement touché par les inondations[9],[10].
  - 6 octobre -  Suède - Ouverture du salon Euro Attraction Show (EAS) à Göteborg, pour une durée de 3 jours[11].
  - 15 octobre -  Espagne - Siam Park reçoit son 5 millionième visiteur[12].
  - 16 octobre -  Royaume-Uni - Le parc Dreamland Margate vient de rouvrir son parcours de montagnes russes en bois Scenic Railway datant de 1920, faisant de lui le plus vieux en fonctionnement au Royaume-Uni[13].

## Analyse économique de l'année
En mai 2016, l'organisme TEA (Themed Entertainment Association) assisté par AECOM Economics publient leur analyse globale du secteur des parcs d'attractions pour l'année 2015. Ce document, The Global Attractions Attendance Report 2015, présente en détail plusieurs données clés de l'industrie mais également une série de classements des parcs les plus fréquentés, classés en catégories. Cette analyse peut être considérée comme une référence du secteur.

### Classement des 10 groupes les plus importants
| Rang | Société                            | Fréquentation (en millions de visiteurs) | Tendance |
| ---- | ---------------------------------- | ---------------------------------------- | -------- |
| 1    | Walt Disney Parks and Resorts      | 137.902.000                              | 2,7 %    |
| 2    | Merlin Entertainments Group        | 62.900.000                               | 0.2 %    |
| 3    | Universal Studios Recreation Group | 44.884.000                               | 11.8 %   |
| 4    | OCT Parks China                    | 30.180.000                               | 7.8 %    |
| 5    | Six Flags Inc.                     | 28.557.000                               | 11,4 %   |
| 6    | Cedar Fair Entertainment           | 24.448.000                               | 4,9 %    |
| 7    | Chimelong Group                    | 23.587.000                               | 26,4 %   |
| 8    | Fantawild                          | 23.093.000                               | 77,4 %   |
| 9    | SeaWorld Parks & Entertainment     | 22.471.000                               | 0.3 %    |
| 10   | Songcheng Worldwide                | 22.338.000                               | 53.4 %   |

### Classement des 25 parcs d'attractions les plus visités dans le monde
Pour quantifier l'évolution du marché mondial, TEA/AECOM se base sur l'addition du nombre d'entrées (c'est-à-dire de la fréquentation) des 25 parcs d'attractions les plus visités, quelle que soit leur location. Pour 2015, ce total s'est élevé à 235.6 millions de visiteurs, en augmentation par rapport à 2014.
| Rang  | Société                          | Ville / Pays             | Fréquentation (en millions de visiteurs) | Tendance        |
| ----- | -------------------------------- | ------------------------ | ---------------------------------------- | --------------- |
| 1     | Magic Kingdom                    | Orlando / États-Unis     | 20 492 000                               | 6,0 %           |
| 2     | Disneyland                       | Anaheim / États-Unis     | 18 278 000                               | 9.0 %           |
| 3     | Tokyo Disneyland                 | Tokyo / Japon            | 16 600 000                               | -4.0 %          |
| 4     | Universal Studios Japan          | Osaka / Japon            | 13 900 000                               | 17.8 %          |
| 5     | Tokyo DisneySea                  | Tokyo / Japon            | 13 600 000                               | -3.5 %          |
| 6     | Epcot                            | Orlando / États-Unis     | 11 798 000                               | 3.0 %           |
| 7     | Disney's Animal Kingdom          | Orlando / États-Unis     | 10 922 000                               | 5,0 %           |
| 8     | Disney's Hollywood Studios       | Orlando / États-Unis     | 10 828 000                               | 5,0 %           |
| 9     | Parc Disneyland                  | Chessy / France          | 10 360 000                               | 4.2 %           |
| 10    | Universal Studios Florida        | Orlando / États-Unis     | 9 585 000                                | 16.0 %          |
| 11    | Disney California Adventure      | Anaheim / États-Unis     | 9 383 000                                | 7,0 %           |
| 12    | Universal's Islands of Adventure | Orlando / États-Unis     | 8 792 000                                | 8,0 %           |
| 13    | Chimelong Ocean Kingdom          | Hengqin / Chine          | 7 486 000                                | 36.0 %          |
| 14    | Everland                         | Yongin / Corée du Sud    | 7 423 000                                | 0.6 %           |
| 15    | Ocean Park                       | Hong Kong / Chine        | 7 387 000                                | -5.2 %          |
| 16    | Lotte World                      | Séoul / Corée du Sud     | 7 310 000                                | -3.9 %          |
| 17    | Songcheng Park                   | Hangzhou / Chine         | 7 289 000                                | 25.5 %          |
| 18    | Universal Studios Hollywood      | Los Angeles / États-Unis | 7 097 000                                | 4,0 %           |
| 19    | Hong Kong Disneyland             | Hong Kong / Chine        | 6 800 000                                | -9.3 %          |
| 20    | Nagashima Spa Land               | Kuwana / Japon           | 5 870 000                                | 4.3 %           |
| 21    | Europa-Park                      | Rust / Allemagne         | 5 500 000                                | 10.0 %          |
| 22    | SeaWorld Orlando                 | Orlando / États-Unis     | 4 777 000                                | 2,0 %           |
| 23    | Jardins de Tivoli                | Copenhague / Danemark    | 4 733 000                                | 5.7 %           |
| 24    | Efteling                         | Kaatsheuvel / Pays-Bas   | 4 680 000                                | 6.4 %           |
| 25    | Songcheng Lijiang Romance Park   | Lijiang / Chine          | 4 678 000                                | -6,7 %          |
| TOTAL |                                  |                          | 235.568.000                              | en augmentation |

### Classement des 20 parcs d'attractions les plus visités en Amérique du Nord
| Rang | Société                          | Ville / Pays                 | Fréquentation (en millions de visiteurs) | Tendance |
| ---- | -------------------------------- | ---------------------------- | ---------------------------------------- | -------- |
| 1    | Magic Kingdom                    | Orlando / États-Unis         | 20 492 000                               | 6,0 %    |
| 2    | Disneyland                       | Anaheim / États-Unis         | 18 278 000                               | 9,0 %    |
| 3    | Epcot                            | Orlando / États-Unis         | 11 798 000                               | 3,0 %    |
| 4    | Disney's Animal Kingdom          | Orlando / États-Unis         | 10 922 000                               | 5,0 %    |
| 5    | Disney's Hollywood Studios       | Orlando / États-Unis         | 10 828 000                               | 5,0 %    |
| 6    | Universal Studios Florida        | Orlando / États-Unis         | 9 585 000                                | 16,0 %   |
| 7    | Disney California Adventure      | Anaheim / États-Unis         | 9 383 000                                | 7,0 %    |
| 8    | Universal's Islands of Adventure | Orlando / États-Unis         | 8 792 000                                | 8,0 %    |
| 9    | Universal Studios Hollywood      | Los Angeles / États-Unis     | 7 097 000                                | 4,0 %    |
| 10   | SeaWorld Orlando                 | Orlando / États-Unis         | 4 777 000                                | 2,0 %    |
| 11   | Busch Gardens Tampa Bay          | Tampa / États-Unis           | 4 252 000                                | 3,0 %    |
| 12   | Knott's Berry Farm               | Buena Park / États-Unis      | 3 867 000                                | 5,0 %    |
| 13   | Canada's Wonderland              | Vaughan / Canada             | 3 617 000                                | 2,0 %    |
| 14   | SeaWorld San Diego               | San Diego / États-Unis       | 3 528 000                                | -7,0 %   |
| 15   | Cedar Point                      | Sandusky / États-Unis        | 3 507 000                                | 8,0 %    |
| 16   | Kings Island                     | Mason / États-Unis           | 3 335 000                                | 3,0 %    |
| 17   | Hersheypark                      | Hershey / États-Unis         | 3 276 000                                | 2,0%     |
| 18   | Six Flags Magic Mountain         | Valencia / États-Unis        | 3 104 000                                | 9,0 %    |
| 19   | Six Flags Great Adventure        | Jackson Township/ États-Unis | 3 052 000                                | 9,0 %    |
| 20   | Busch Gardens Williamsburg       | Williamsburg / États-Unis    | 2 780 000                                | 3,0 %    |

### Classement des 10 parcs d'attractions les plus visités en Amérique du Sud
| Rang | Société                     | Ville / Pays            | Fréquentation (en millions de visiteurs) | Tendance |
| ---- | --------------------------- | ----------------------- | ---------------------------------------- | -------- |
| 1    | Six Flags México            | Mexico / Mexique        | 2 368 000                                | 0,0 %    |
| 2    | Beto Carrero World          | Santa Catarina / Brésil | 2 000 000                                | 10,0 %   |
| 3    | Hopi Hari                   | São Paulo / Brésil      | 1 668 000                                | 0,0 %    |
| 4    | La Feria Chapultepec Mágico | Mexico / Mexique        | 1 584 000                                | 2,1 %    |
| 5    | Parque Mundo Aventura       | Bogota / Colombie       | 1 389 000                                | -2,4 %   |
| 6    | Parque Xcaret               | Cancún / Mexique        | 1 287 000                                | 6,2 %    |
| 7    | Plaza de Sésamo             | Monterrey / Mexique     | 1 221 000                                | 0,0 %    |
| 8    | Mundo Petapa                | Guatemala / Guatemala   | 1 199 000                                | 5,4 %    |
| 9    | Fantasilandia               | Santiago / Chili        | 1 003 000                                | -9,7 %   |
| 10   | El Salitre Magico           | Bogota / Colombie       | 956 000                                  | -6,3 %   |

### Classement des 20 parcs d'attractions les plus visités en Asie
| Rang | Société                        | Ville / Pays          | Fréquentation (en millions de visiteurs) | Tendance |
| ---- | ------------------------------ | --------------------- | ---------------------------------------- | -------- |
| 1    | Tokyo Disneyland               | Tokyo / Japon         | 16 600 000                               | -0,4 %   |
| 2    | Universal Studios Japan        | Osaka / Japon         | 13 900 000                               | 17,8 %   |
| 3    | Tokyo DisneySea                | Tokyo / Japon         | 13 600 000                               | -3,5 %   |
| 4    | Chimelong Ocean Kingdom        | Hengqin / Chine       | 7 486 000                                | 36,0 %   |
| 5    | Everland                       | Yongin / Corée du Sud | 7 423 000                                | 0,6 %    |
| 6    | Ocean Park Hong Kong           | Hong Kong / Chine     | 7 387 000                                | -5,2 %   |
| 7    | Lotte World                    | Séoul / Corée du Sud  | 7 310 000                                | -3,9 %   |
| 8    | Songcheng Park                 | Hanghzou / Chine      | 7 289 000                                | 25,5 %   |
| 9    | Hong Kong Disneyland           | Hong Kong / Chine     | 6 800 000                                | -9,3 %   |
| 10   | Nagashima Spa Land             | Kuwana / Japon        | 5 870 000                                | 4,3 %    |
| 11   | Songcheng Lijiang Romance Park | Lijiang / Chine       | 4 678 000                                | 170,4 %  |
| 12   | Universal Studios Singapore    | Singapour             | 4 200 000                                | 9,4 %    |
| 13   | China Dinosaurs Park           | Changzhou / Chine     | 3 950 000                                | 6,8 %    |
| 14   | OCT East                       | Shenzhen / Chine      | 3 940 000                                | 4,2 %    |
| 15   | Happy Valley (Pékin)           | Pékin / Chine         | 3 740 000                                | 12,0 %   |
| 16   | Chimelong Paradise             | Guangzhou / Chine     | 3 619 000                                | 8,0 %    |
| 17   | Window of the World            | Shenzhen / Chine      | 3 440 000                                | -4,4 %   |
| 18   | Songcheng Sanya Romance Park   | Sanya / Chine         | 3 322 000                                | 72,1 %   |
| 19   | Happy Valley (Shenzhen)        | Shenzhen / Chine      | 3 250 000                                | -1,5 %   |
| 20   | Jiuzhai Songcheng Resort       | Wuhu / Chine          | 3 140 000                                | 67,0 %   |

### Classement des 20 parcs d'attractions les plus visités en Europe
La saison 2014 des parcs européens a connu une augmentation de 2,8 % de visiteurs sur l'ensemble des 20 meilleurs parcs européens.
| Rang | Société                         | Ville / Pays                        | Fréquentation (en millions de visiteurs) | Tendance |
| ---- | ------------------------------- | ----------------------------------- | ---------------------------------------- | -------- |
| 1    | Parc Disneyland                 | Chessy / France                     | 10 360 000                               | 4.2 %    |
| 2    | Europa-Park                     | Rust / Allemagne                    | 5 500 000                                | 10.0 %   |
| 3    | Jardins de Tivoli               | Copenhague / Danemark               | 4 733 000                                | 5.7 %    |
| 4    | Efteling                        | Kaatsheuvel / Pays-Bas              | 4 680 000                                | 6.4 %    |
| 5    | Parc Walt Disney Studios        | Chessy / France                     | 4 440 000                                | 4,2 %    |
| 6    | PortAventura Park               | Salou / Espagne                     | 3 600 000                                | 2.9 %    |
| 7    | Liseberg                        | Göteborg / Suède                    | 3 100 000                                | 0.0 %    |
| 8    | Gardaland                       | Castelnuovo del Garda / Italie      | 2 850 000                                | 3.6 %    |
| 9    | Legoland Windsor                | Windsor / Royaume-Uni               | 2 250 000                                | 2.3 %    |
| 10   | Legoland Billund                | Billund / Danemark                  | 2 050 000                                | 6.5 %    |
| 10   | Puy du Fou                      | Les Épesses / France                | 2 050 000                                | 7.2 %    |
| 12   | Alton Towers                    | Staffordshire / Royaume-Uni         | 1 925 000                                | -25.2 %  |
| 13   | Phantasialand                   | Brühl / Allemagne                   | 1 900 000                                | 3.0 %    |
| 14   | Parc Astérix                    | Plailly / France                    | 1 850 000                                | 2.8 %    |
| 15   | Thorpe Park                     | Chertsey (Angleterre) / Royaume-Uni | 1 850 000                                | -11.9 %  |
| 16   | Futuroscope                     | Poitiers / France                   | 1 800 000                                | 8.1 %    |
| 17   | Parque Warner Madrid            | Madrid / Espagne                    | 1 641 000                                | 12.4 %   |
| 18   | Chessington World of Adventures | Chessington / Royaume-Uni           | 1 640 000                                | 2.5 %    |
| 19   | Heide Park                      | Soltau / Allemagne                  | 1 525 000                                | 3.4 %    |
| 20   | Gröna Lund                      | Stockholm / Suède                   | 1 461 000                                | 11.4 %   |

## Attractions
Ces listes sont non exhaustives.

### Montagnes russes

#### Délocalisations
| Nom                         | Type / Modèle         | Constructeur      | Parc                      | Pays        | Anciennement                                      |
| --------------------------- | --------------------- | ----------------- | ------------------------- | ----------- | ------------------------------------------------- |
| Boomerang                   | Boomerang             | Vekoma            | Family Fun                | Irak        | Boomerang à Karolinelund                          |
| Boomerang Coaster           | Boomerang             | Vekoma            | Floraland Continent Park  | Chine       | Boomerang à Qingdao International Beer City       |
| Caterpillar                 | Junior / Big Apple    | Pinfari           | Family Fun                | Irak        | Kålormen à Karolinelund                           |
| Counter Culture Caterpillar | Junior                | DPV Rides         | Dreamland Margate         | Royaume-Uni | Family Coaster à Sunny Beach Luna Park            |
| Crazy Train                 | Junior                | Pinfari           | Gulliver's Warrington     | Royaume-Uni | Crazy Train à Codona's Amusement Park             |
| Crazycab Coaster            | Vekoma Junior Coaster | Vekoma            | Kid City Jakarta          | Indonésie   | Roller Coaster à Chariots Entertainment Centre    |
| Cyclone                     | Métal                 | Zamperla          | Mirage Park               | Brésil      | Monte Aurora à Terra Encantada                    |
| Diabolik Invertigo          | Invertigo             | Vekoma            | Movieland Studios         | Italie      | Two-Face: The Flip Side à Six Flags America       |
| Freestyle                   | En position verticale | Togo              | Cavallino Matto           | Italie      | SkyRider à Canada's Wonderland                    |
| Himalaya                    | Assises               | Pinfari           | Śląskie Wesołe Miasteczko | Pologne     | Himalaya à Sommerland Syd                         |
| Hurricane                   | Assises               | S.D.C.            | Race City PCB             | États-Unis  | Hurricane à Adventureland                         |
| Jumbo Jet                   | Assises               | Anton Schwarzkopf | Chelyuskintsev Park       | Biélorussie | Jumbo Jet à Dreamland                             |
| Log Coaster                 | E-Powered             | Zamperla          | Sky Ranch Cavite          | Philippines | Silver Streak à Storyland                         |
| Looping                     | Métal / Zyklon TL59   | Pinfari           | Family Fun                | Irak        | Looping à Karolinelund                            |
| Looping Star                | Métal / Zyklon ZL42   | Pinfari           | Keansburg Amusement Park  | États-Unis  | Looping Star à Sauble Beach Fun World             |
| Mato Mainio                 | Junior                | SBF Visa Group    | Vauhtipuisto              | Finlande    | Karlo's Taxi à Djurs Sommerland                   |
| Speed Loop                  | Métal / Zyklon ZL42   | Pinfari           | Southport Pleasureland    | Royaume-Uni | Roller Coaster F1 à Wesole Miasteczko Family Park |
| Strom                       | Acier                 | Pinfari           | Magic Park Land           | France      | Roller Coaster à Europark Idroscalo               |
| Tren Minero                 | Train de la mine      | Vekoma            | Fantasilandia             | Chili       | Diamond Devil Run à Ratanga Junction              |
| Wild West Express           | Assises               | Zamperla          | Adventure Park USA        | États-Unis  | Windstorm à Old Town                              |

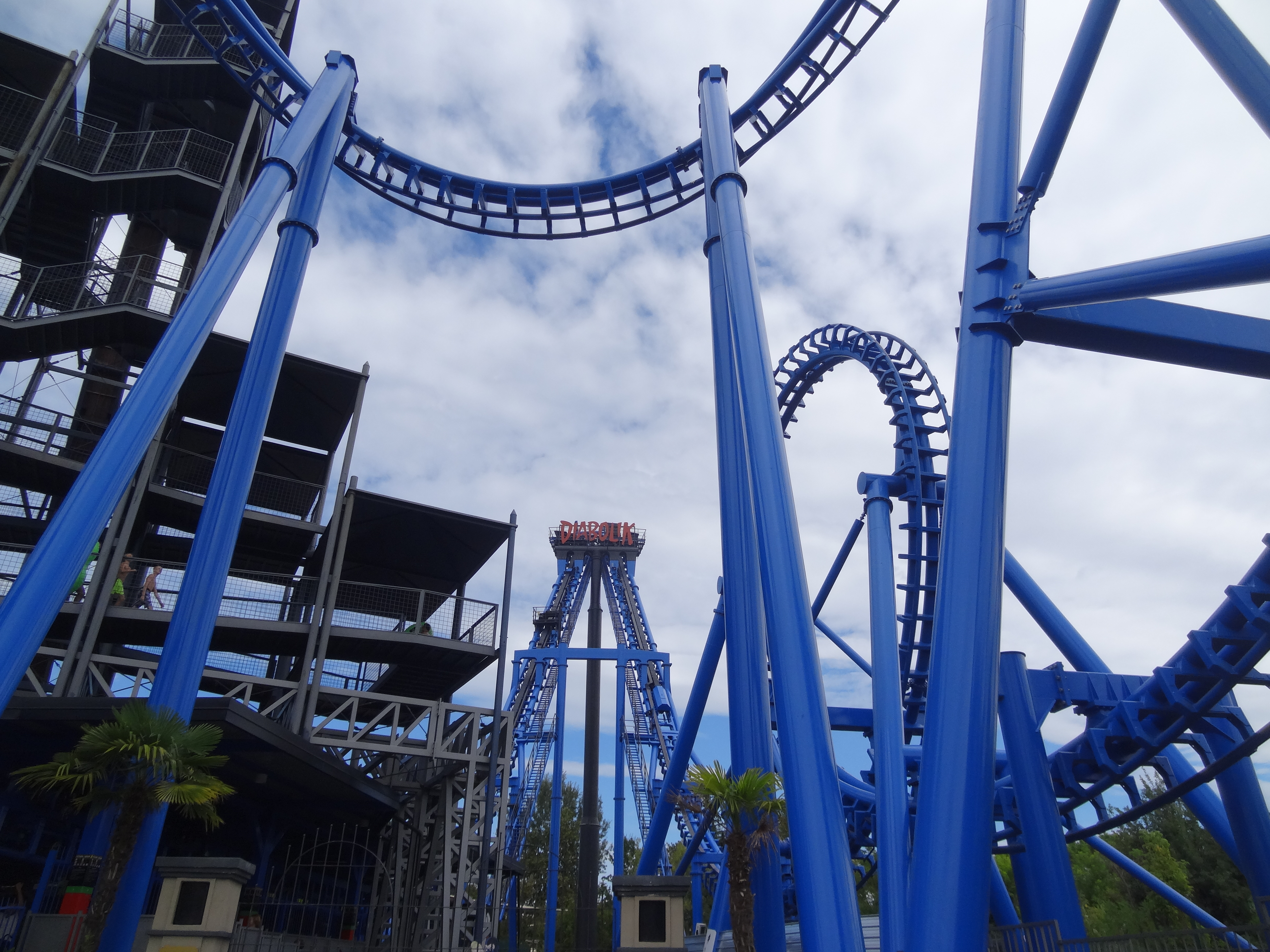
Diabolik Invertigo à Movieland Studios

#### Nouveau thème
| Nom              | Type / Modèle    | Constructeur                | Parc                     | Pays       | Anciennement            |
| ---------------- | ---------------- | --------------------------- | ------------------------ | ---------- | ----------------------- |
| Famous Jack      | Tournoyantes     | Reverchon Industries        | Parc Bagatelle           | France     | Ragondingue (2006-2014) |
| Gaz Express      | Train de la mine | Soquet                      | Parc Bagatelle           | France     | Bag Express (2012-2014) |
| Rougarou         | Sans sol         | Bolliger & Mabillard        | Cedar Point              | États-Unis | Mantis (1996 à 2014)    |
| T3               | Inversées        | Vekoma                      | Kentucky Kingdom         | États-Unis | T2 (1995 à 2014)        |
| Twisted Colossus | Hybrides         | Rocky Mountain Construction | Six Flags Magic Mountain | États-Unis | Colossus (1978 à 2014)  |
| Wicked Cyclone   | Hybrides         | Rocky Mountain Construction | Six Flags New England    | États-Unis | Cyclone (1983 à 2014)   |

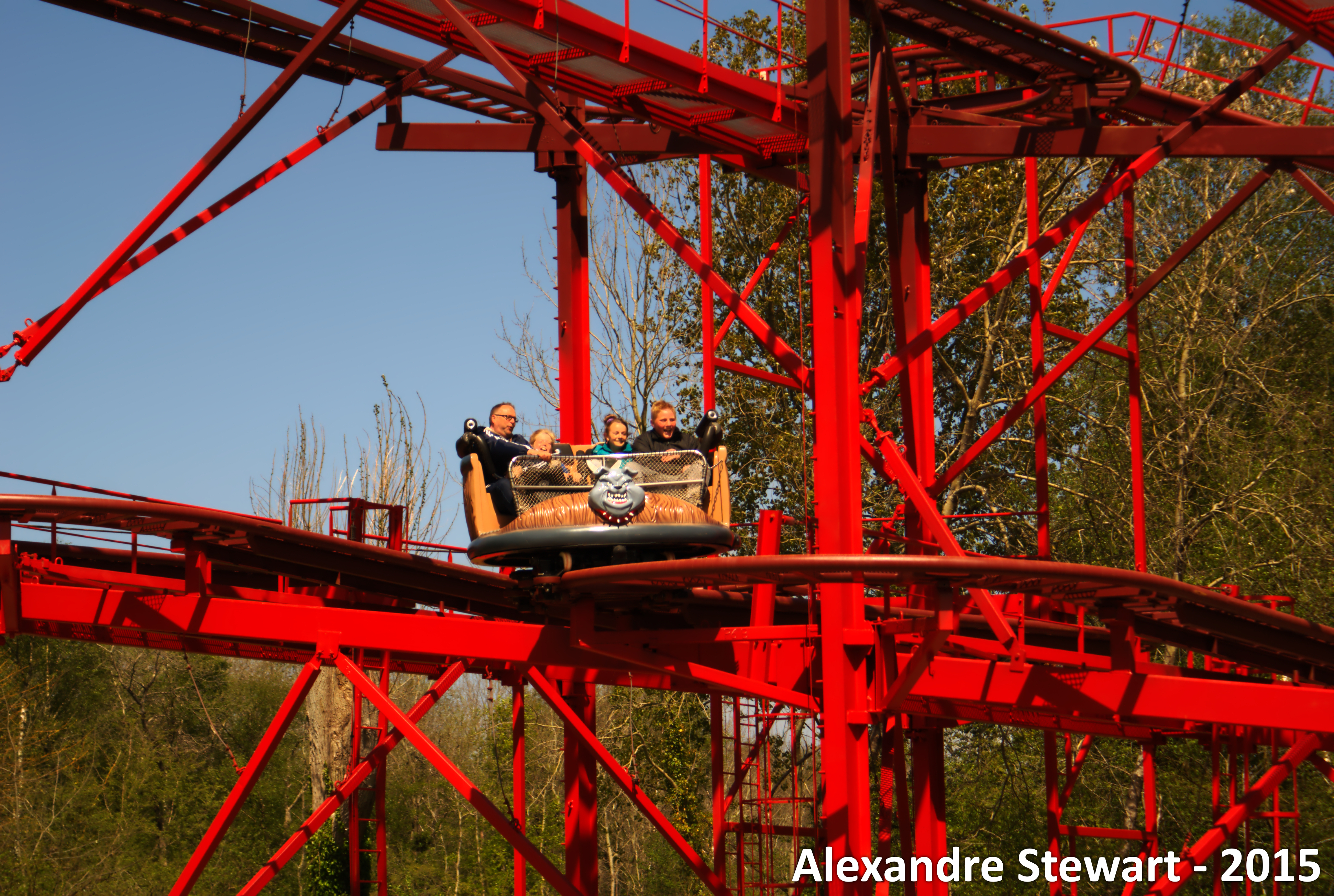
Famous Jack au parc Bagatelle
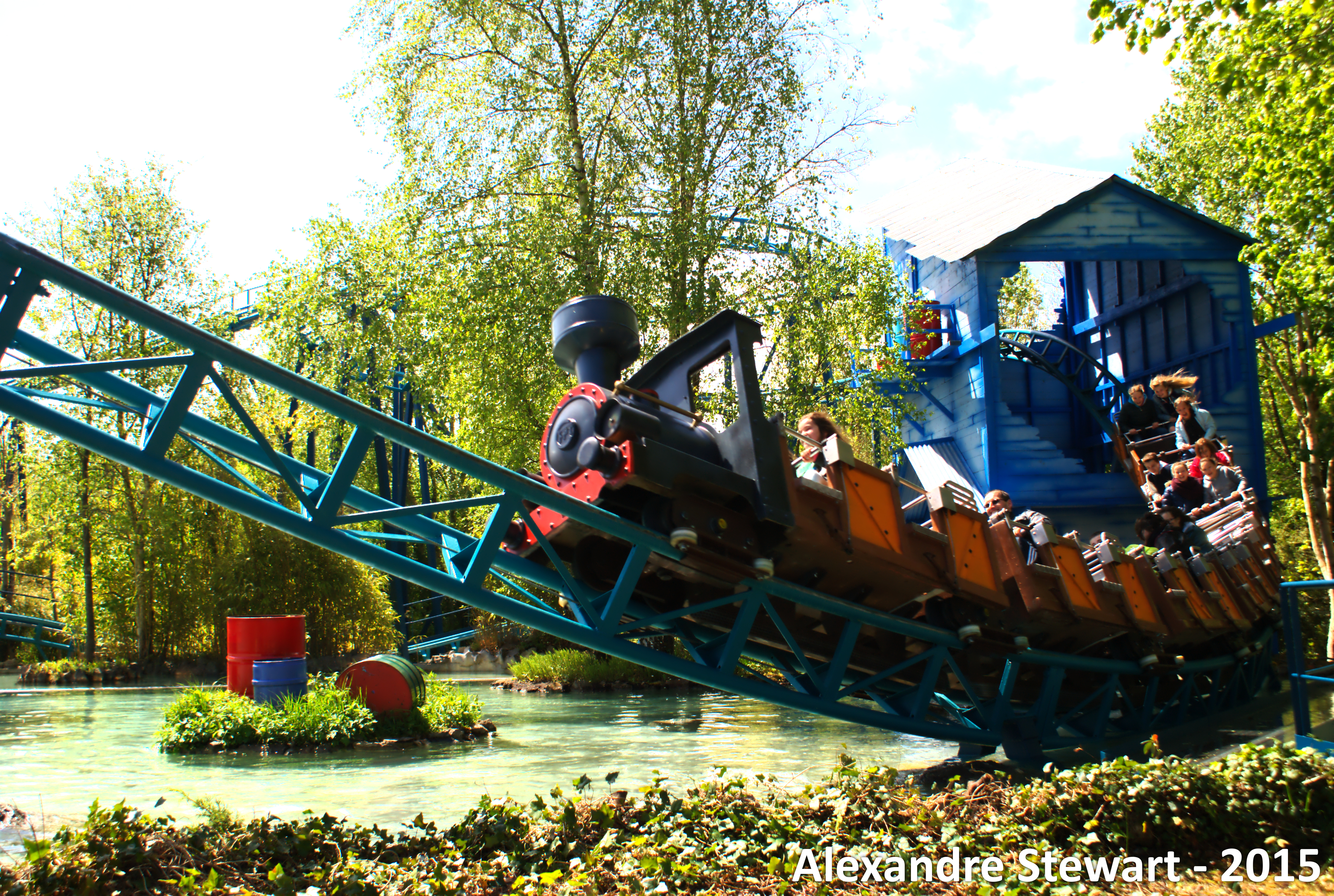
Gaz Express au parc Bagatelle
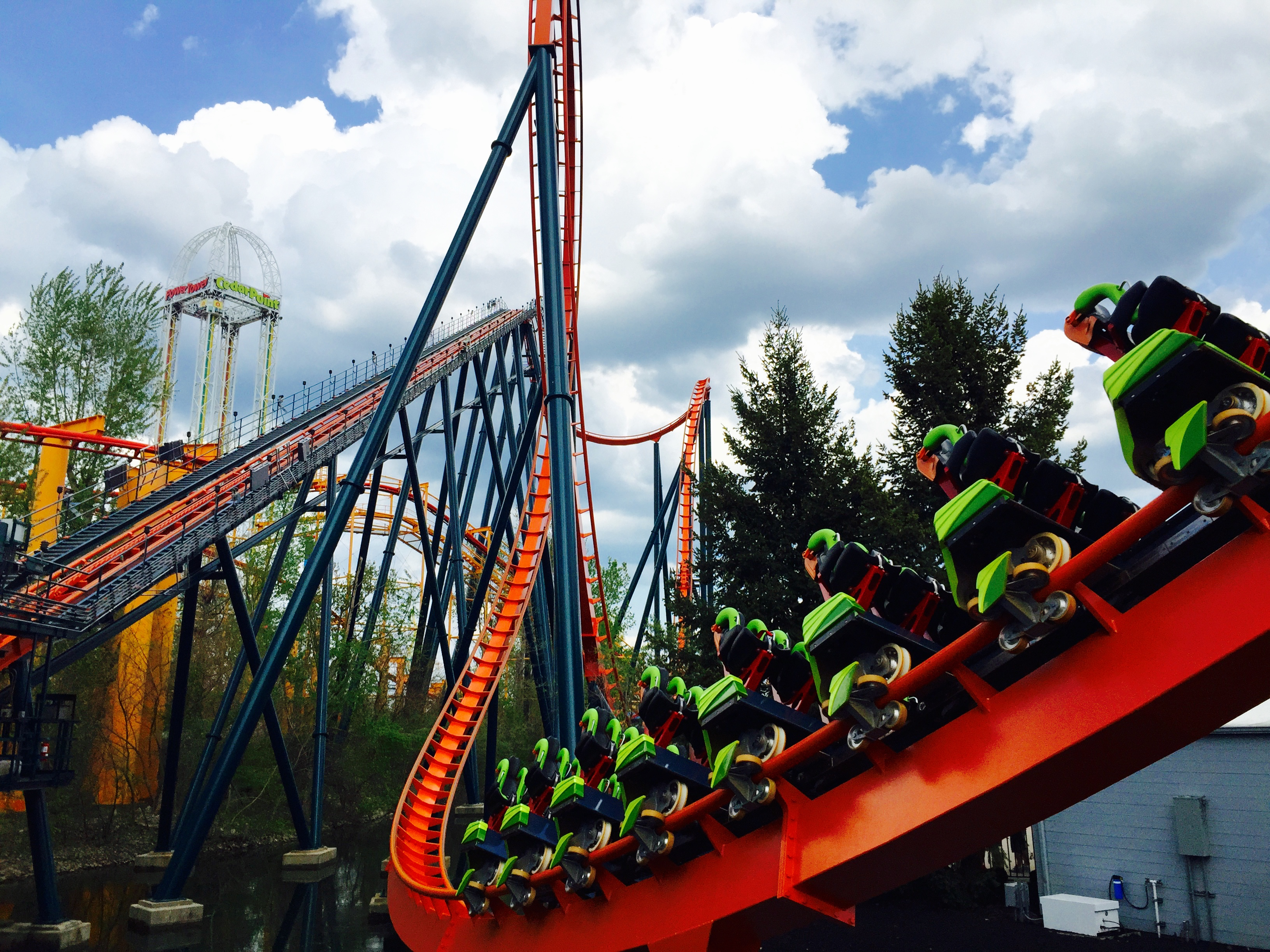
Rougarou à Cedar Point
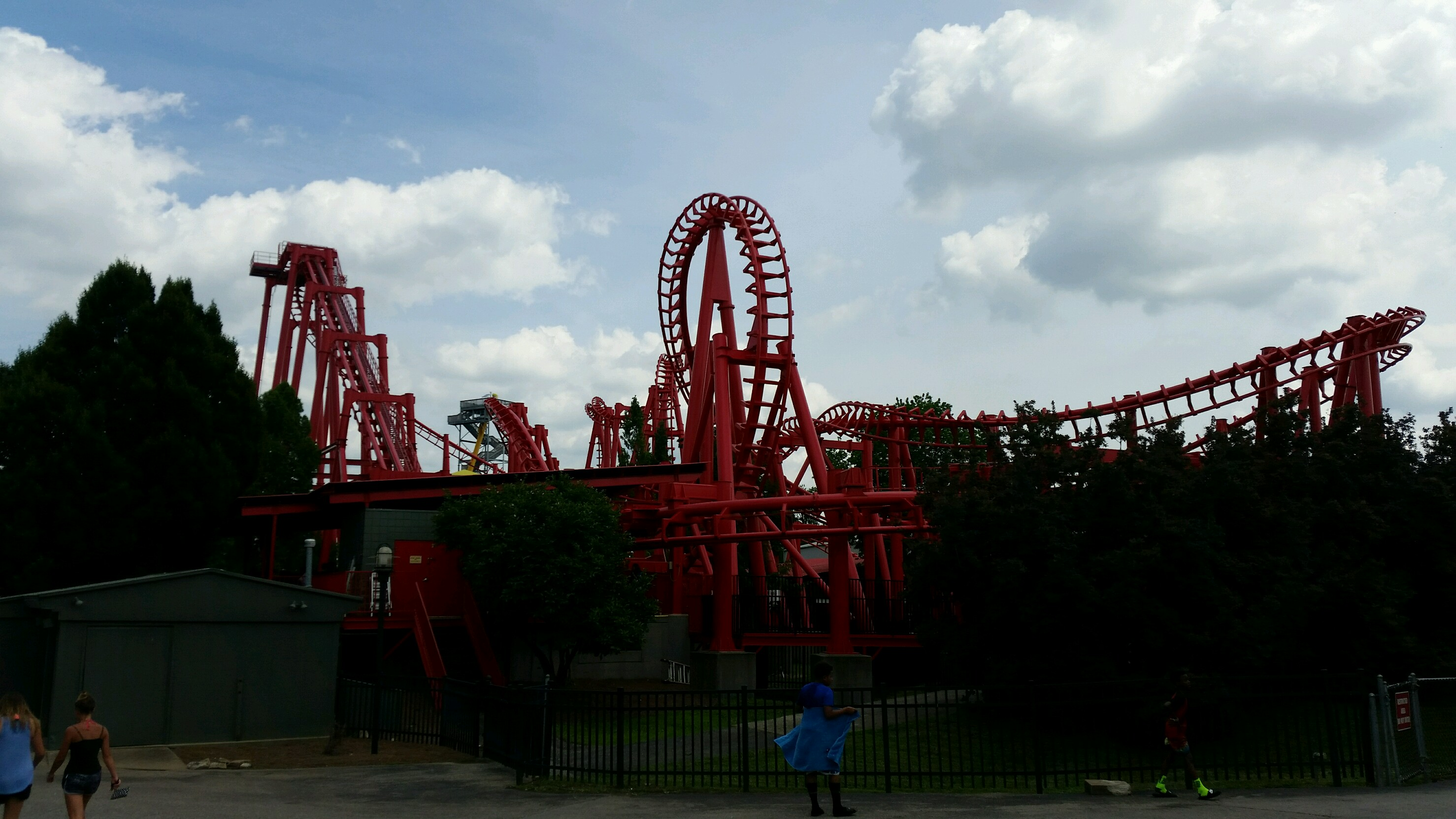
T3 à Kentucky Kingdom
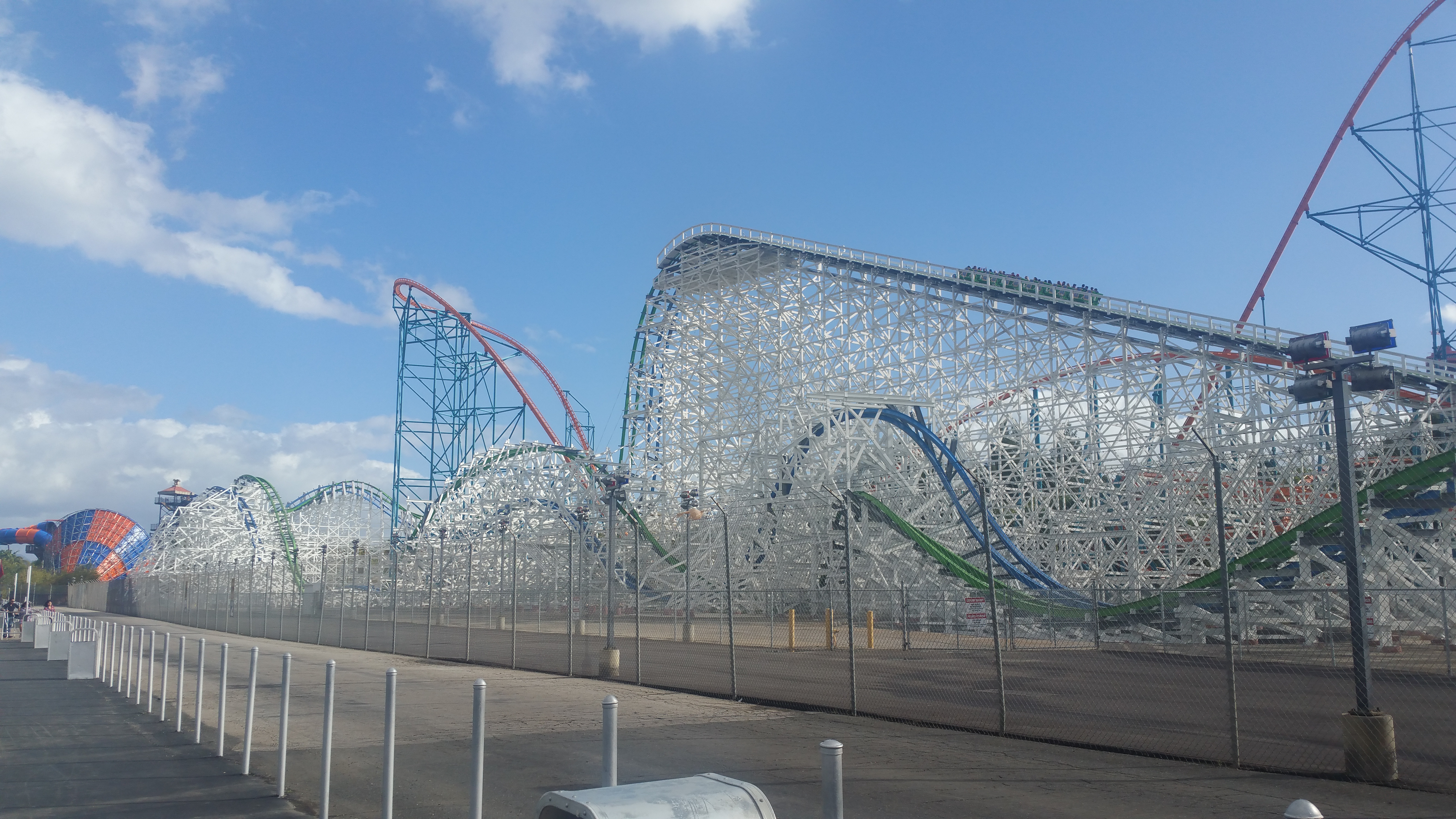
Twisted Colossus à Six Flags Magic Mountain
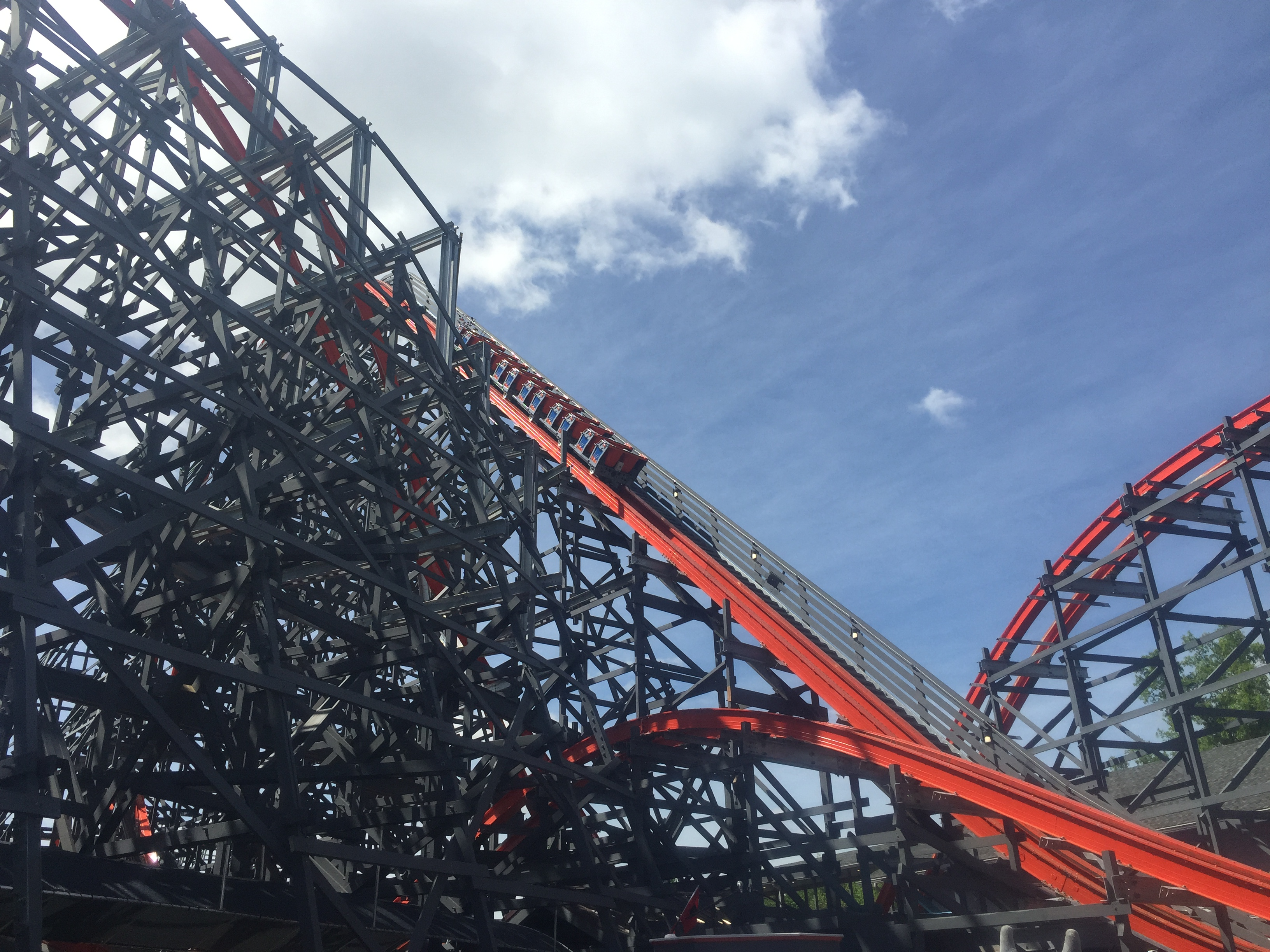
Wicked Cyclone à Six Flags New England

#### Nouveautés
| Nom                               | Type                      | Constructeur         | Parc                             | Pays        |
| --------------------------------- | ------------------------- | -------------------- | -------------------------------- | ----------- |
| Acrobat                           | Volantes                  | Bolliger & Mabillard | Nagashima Spa Land               | Japon       |
| Baron 1898                        | Machine plongeante        | Bolliger & Mabillard | Efteling                         | Pays-Bas    |
| Batman: The Ride                  | Quadridimensionnelles     | S&S Worldwide        | Six Flags Fiesta Texas           | États-Unis  |
| Cannibal                          | Acier                     | ART Engineering      | Lagoon                           | États-Unis  |
| Cobra des Amun Ra                 | Acier                     | Gerstlauer           | Belantis                         | Allemagne   |
| Cú Chulainn                       | Bois                      | The Gravity Group    | Tayto Park                       | Irlande     |
| Dragon Legend                     | Lancées                   | Maurer Rides         | Romon U-Park                     | Chine       |
| Dragon Roller Coaster             | Inversées                 | Vekoma               | Energylandia                     | Pologne     |
| Energus Roller Coaster            | Junior                    | Vekoma               | Energylandia                     | Pologne     |
| Euro Express                      | Assises                   | Intamin              | Romon U-Park                     | Chine       |
| Family Coaster                    | Acier                     | Intamin              | ViaSea                           | Turquie     |
| Fury 325                          | Acier / Giga              | Bolliger & Mabillard | Carowinds                        | États-Unis  |
| Galaxy Express                    | Inversées                 | Vekoma               | Fantawild Dreamland Zhongmu      | Chine       |
| Godiståget                        | Junior                    | Zierer               | Kolmårdens Djurpark              | Suède       |
| Harpy                             | Volantes                  | Bolliger & Mabillard | Xishuangbanna Theme Park         | Chine       |
| Herkules                          | Junior                    | Gerstlauer           | Familypark                       | Autriche    |
| Hydro Racer                       | Aquatiques                | Intamin              | Xishuangbanna Theme Park         | Chine       |
| Impulse                           | Euro-Fighter              | Zierer               | Knoebels Amusement Resort        | États-Unis  |
| Jungle Trailblazer                | Bois                      | Martin & Vleminckx   | Fantawild Dreamland Zhongmu      | Chine       |
| Jungle Trailblazer                | Bois                      | Martin & Vleminckx   | Oriental Heritage Jiujiang       | Chine       |
| Jungle Trailblazer                | Bois                      | Martin & Vleminckx   | Oriental Heritage Huaiyin        | Chine       |
| Junker                            | Lancées                   | Gerstlauer           | PowerLand                        | Finlande    |
| Jurassic Twister                  | Wild Mouse tournoyante    | Zamperla             | Parc du Bocasse                  | France      |
| Kid'z Coaster                     | Junior                    | SBF Visa Group       | Parc Bagatelle                   | France      |
| Laff Trakk                        | Tournoyantes en intérieur | Maurer Rides         | Hersheypark                      | États-Unis  |
| Maskerade                         | Tournoyantes              | Gerstlauer           | Prater de Vienne                 | Autriche    |
| Miniwah                           | E-Powered                 | Mack Rides           | Freizeitpark Plohn               | Allemagne   |
| Night Rescue                      | Assises en intérieur      | Golden Horse         | Oriental Heritage Huaiyin        | Chine       |
| Oblivion : The Black Hole         | Machine plongeante        | Bolliger & Mabillard | Gardaland                        | Italie      |
| Octonauts Rollercoaster Adventure | Junior                    | Zamperla             | Alton Towers                     | Royaume-Uni |
| Rewind racers                     | Navette                   | Gerstlauer           | Adventure City                   | États-Unis  |
| Puss In Boots' Giant Journey      | Inversées                 | Zamperla             | Universal Studios Singapore      | Singapour   |
| Rabka Express                     | Junior                    | DPV Rides            | Rabkoland                        | Pologne     |
| Rewind racers                     | Navette                   | Gerstlauer           | Adventure City                   | États-Unis  |
| Red Fire                          | Lancées                   | Intamin              | ViaSea                           | Turquie     |
| Roller Coaster Mayan              | Inversées                 | Vekoma               | Energylandia                     | Pologne     |
| Schwur des Kärnan                 | Hyper montagnes russes    | Gerstlauer           | Hansa-Park                       | Allemagne   |
| Serpent                           | Euro-Fighter              | Gerstlauer           | Sindibad by Walibi               | Maroc       |
| Storm Rider                       | Motos                     | Zamperla             | Xishuangbanna Theme Park         | Chine       |
| Stress Express                    | Navette / Boomerang       | Vekoma               | Oriental Heritage Jiujiang       | Chine       |
| Stress Express                    | Navette / Boomerang       | Vekoma               | Oriental Heritage Huaiyin        | Chine       |
| Switchback                        | Bois navette              | The Gravity Group    | ZDT's Amusement Park             | États-Unis  |
| Tempesto                          | Lancées                   | Premier Rides        | Busch Gardens Williamsburg       | États-Unis  |
| Terror Twister                    | SkyLoop / XT 150          | Maurer Rides         | Fantawild Dreamland              | Chine       |
| Thunderbird                       | Wing Rider                | Bolliger & Mabillard | Holiday World & Splashin' Safari | États-Unis  |
| Turbulence                        | Tournoyantes              | Mack Rides           | Adventureland                    | États-Unis  |
| Velikoluksky Miasokombinat        | Lancées                   | Mack Rides           | Divo Ostrov (Wonder Island)      | Russie      |
| Vilde Hønsejagt                   | Junior                    | Zierer               | Djurs Sommerland                 | Danemark    |
| Voltigo                           | Tournoyantes              | Gosetto              | Dennlys Parc                     | France      |
| Whirlwind                         | Tournoyantes              | SBF Visa Group       | Great Yarmouth Pleasure Beach    | Royaume-Uni |
| Zombie Ride                       | Lancées                   | Premier Rides        | Bosque Mágico                    | Mexique     |

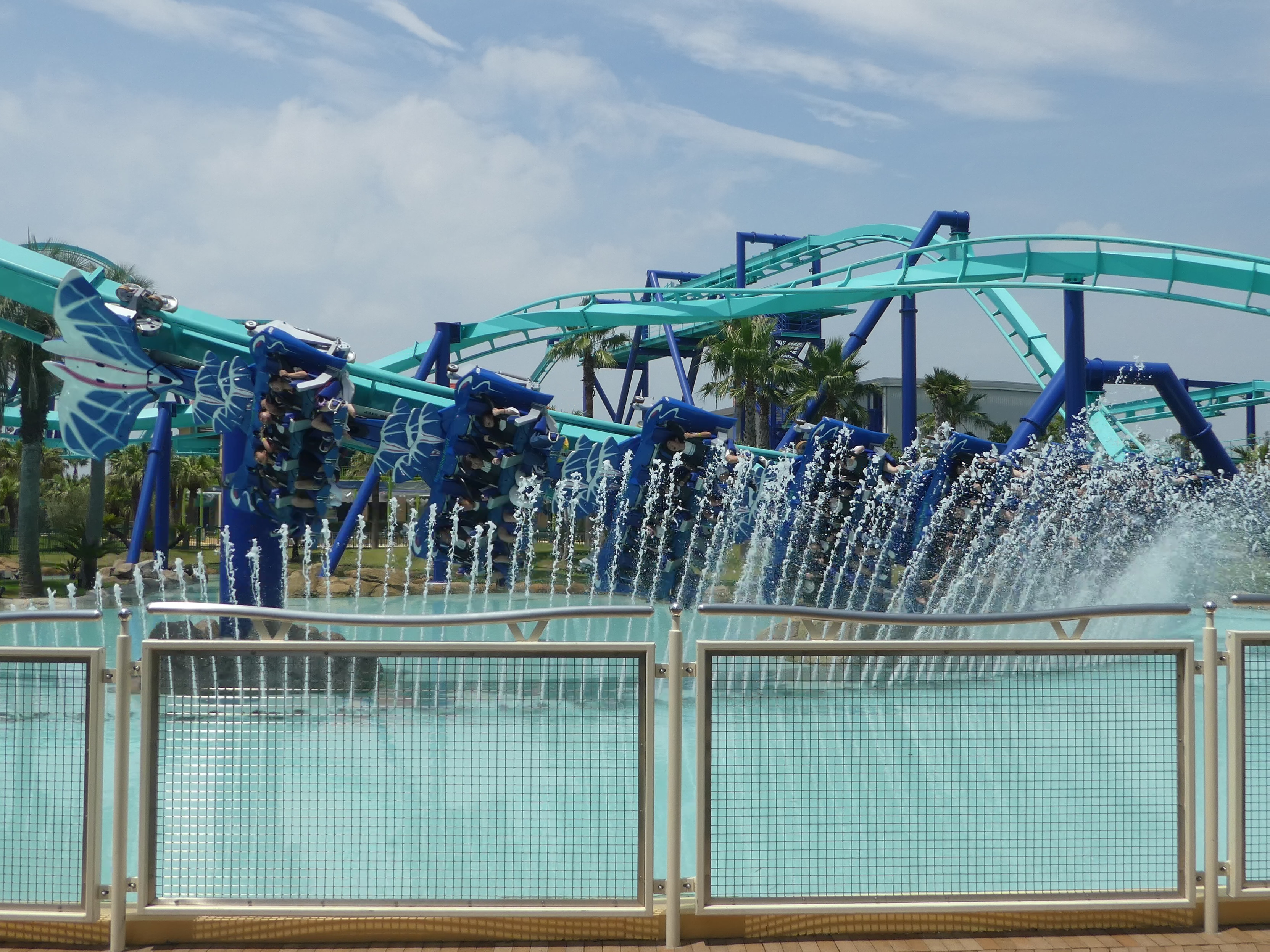
Acrobat à Nagashima Spa Land
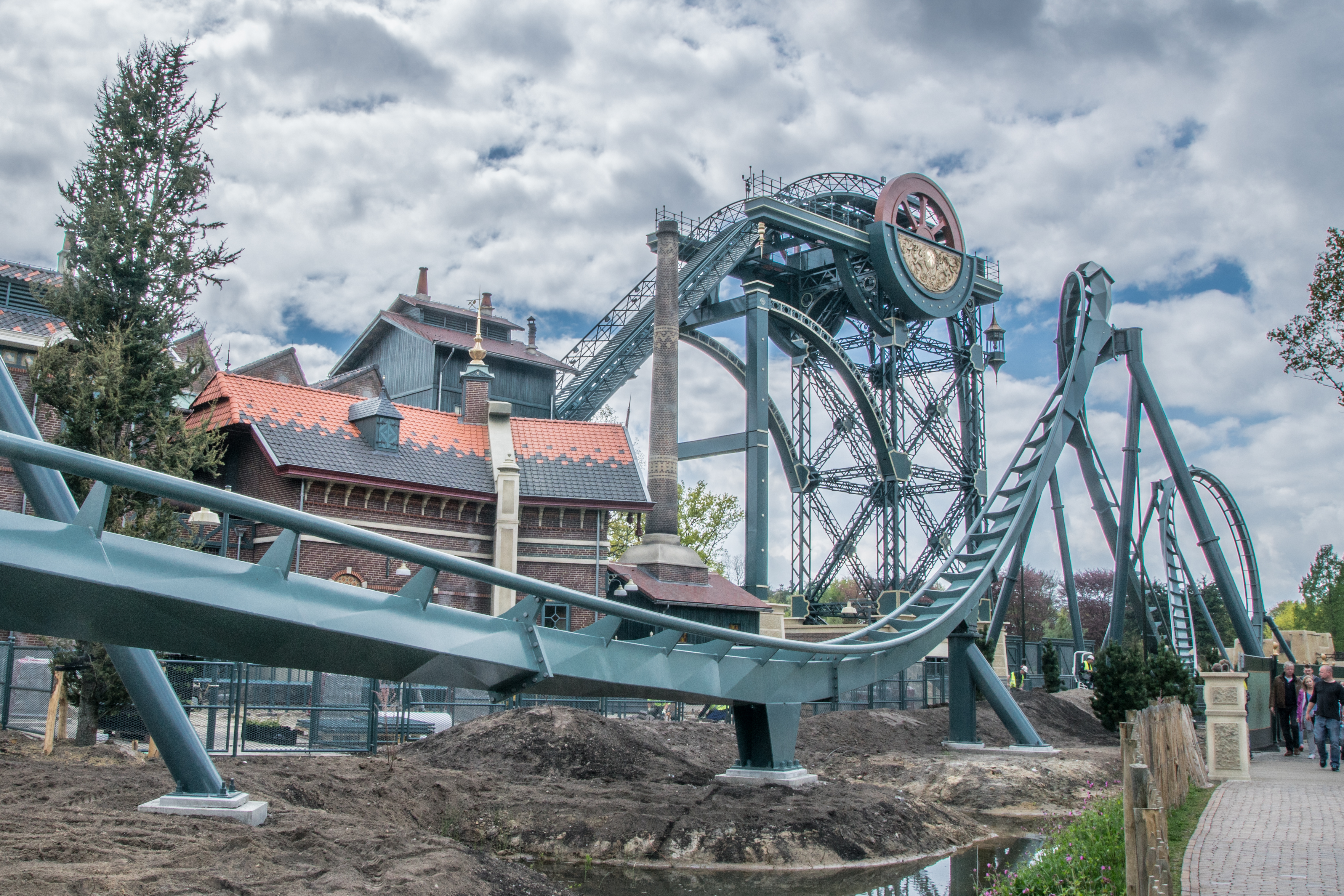
Baron 1898 à Efteling
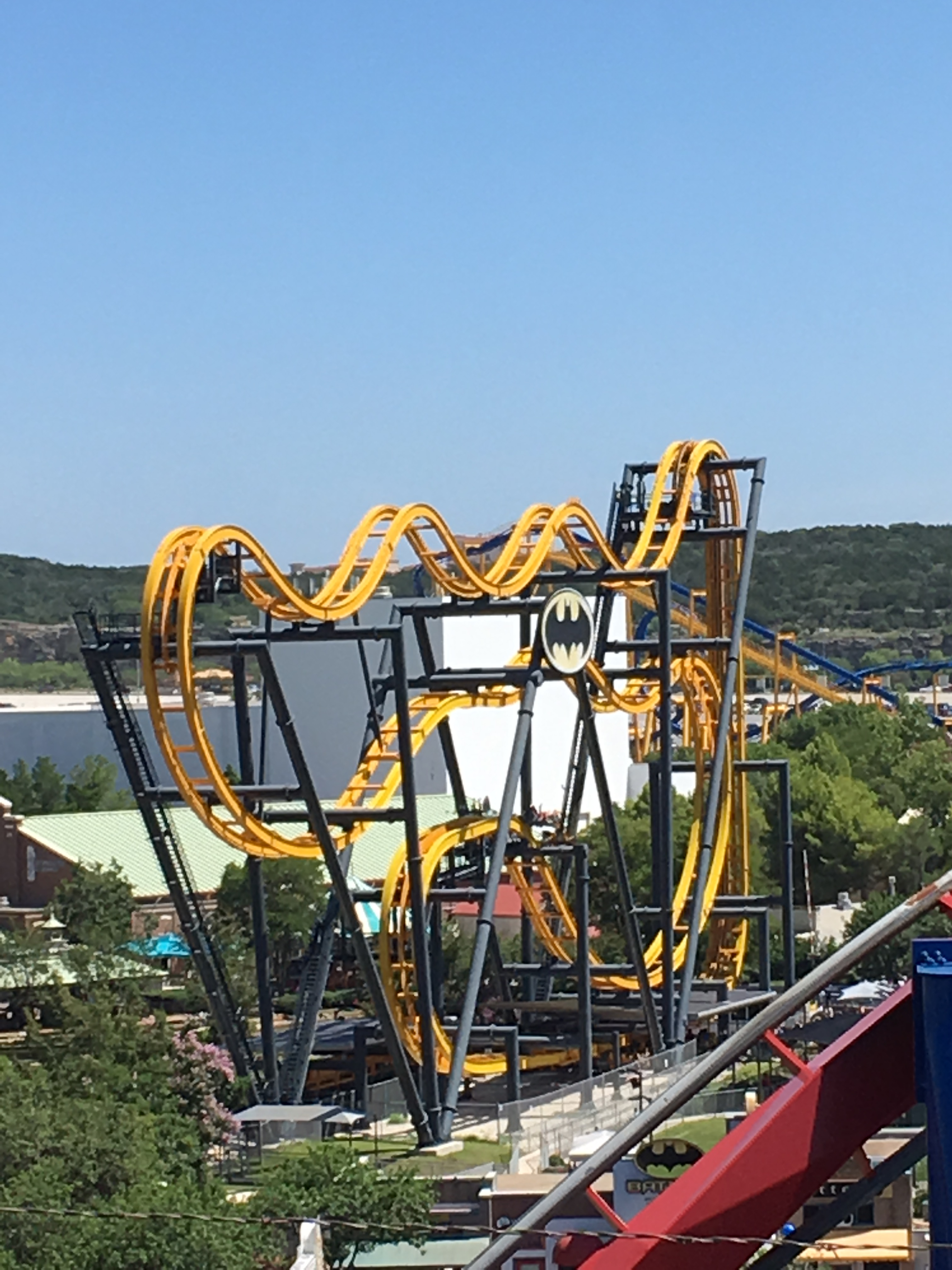
Batman: The Ride à Six Flags Fiesta Texas
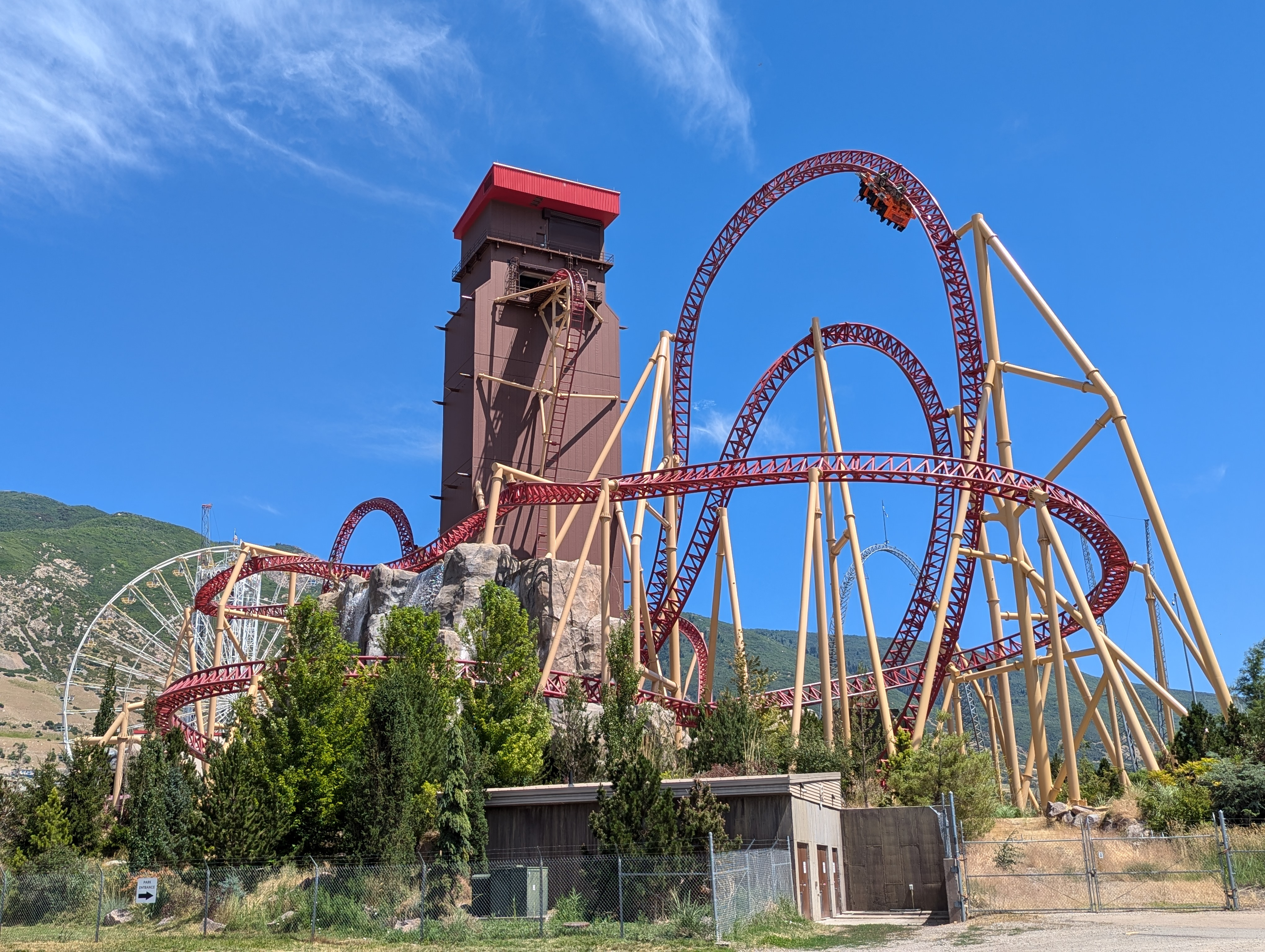
Cannibal à Lagoon
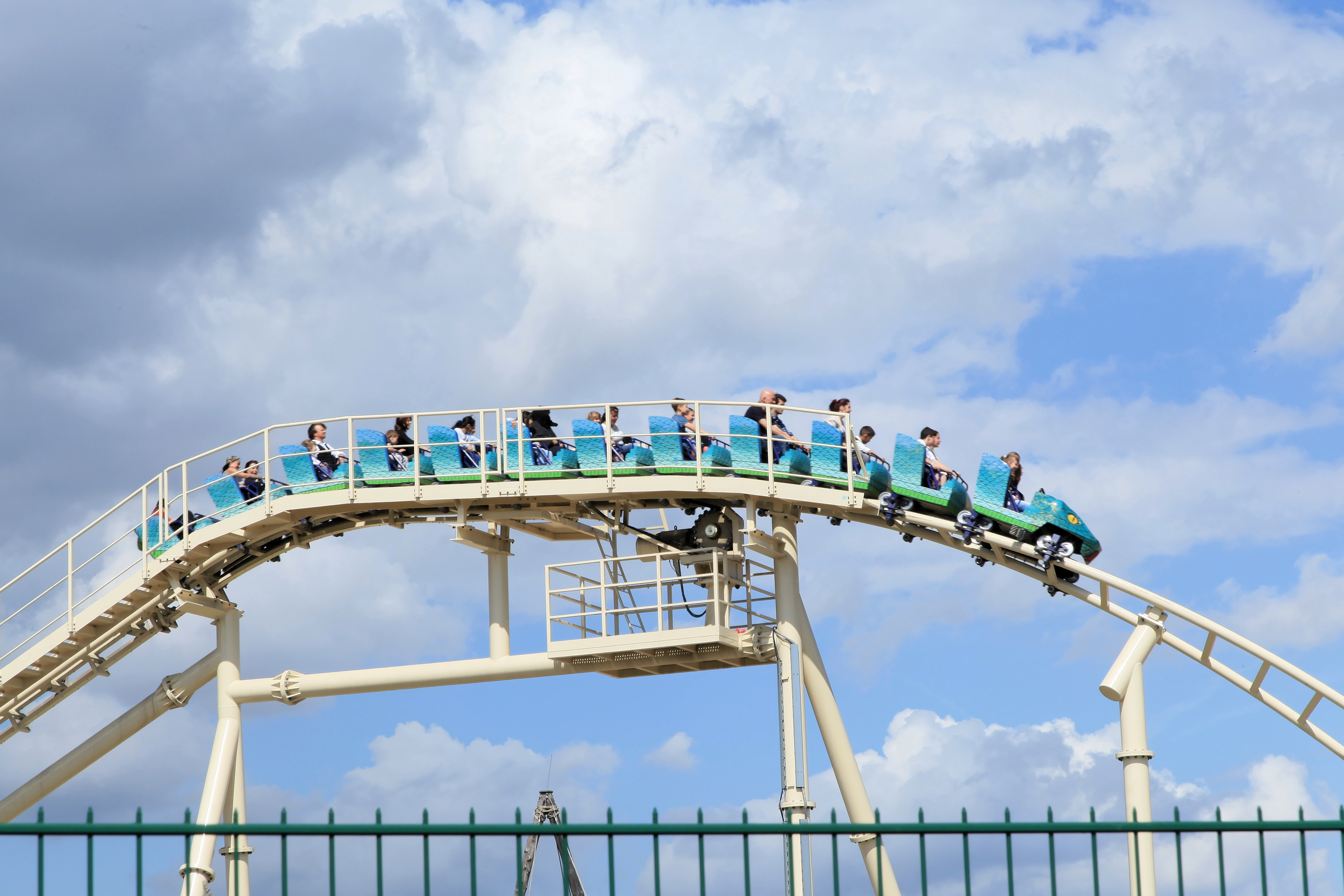
Cobra des Amun Ra à Belantis
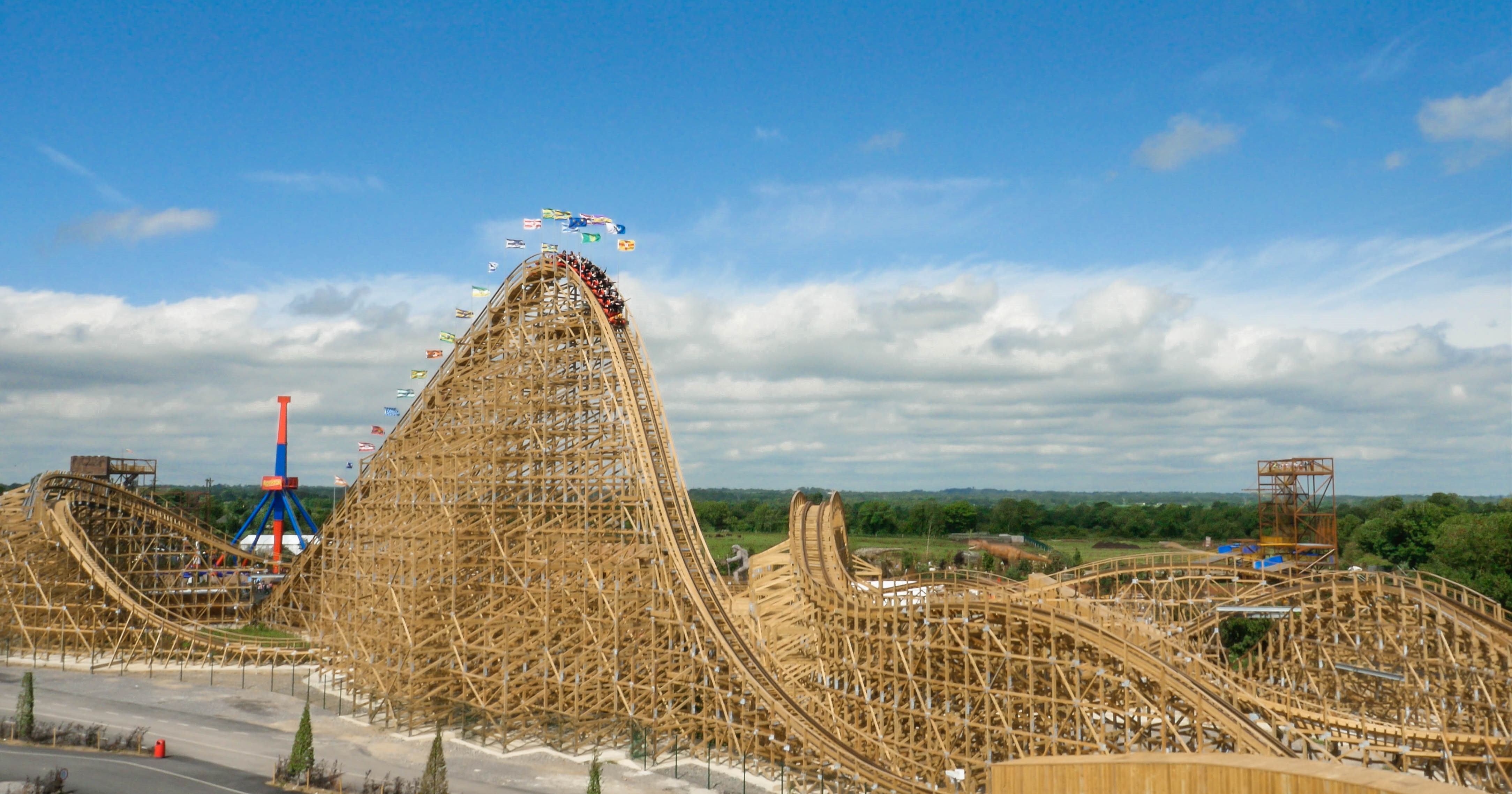
Cú Chulainn à Tayto Park
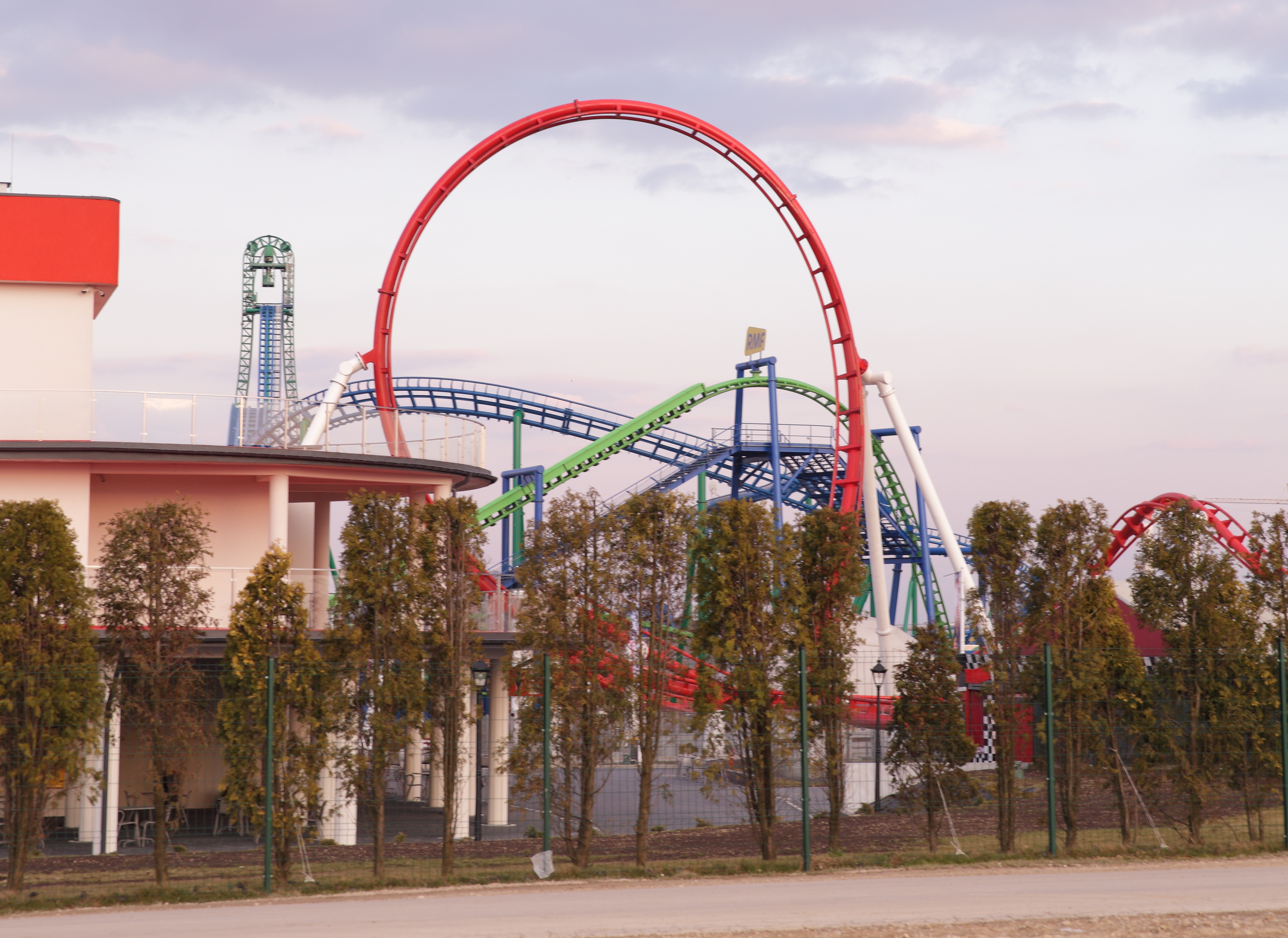
Dragon Roller Coaster à Energylandia
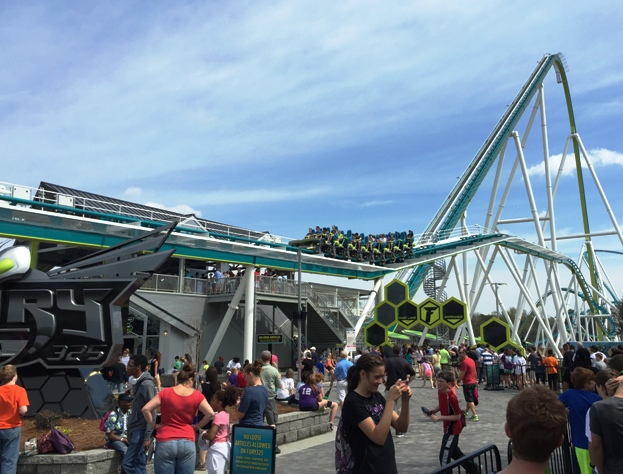
Fury 325 à Carowinds
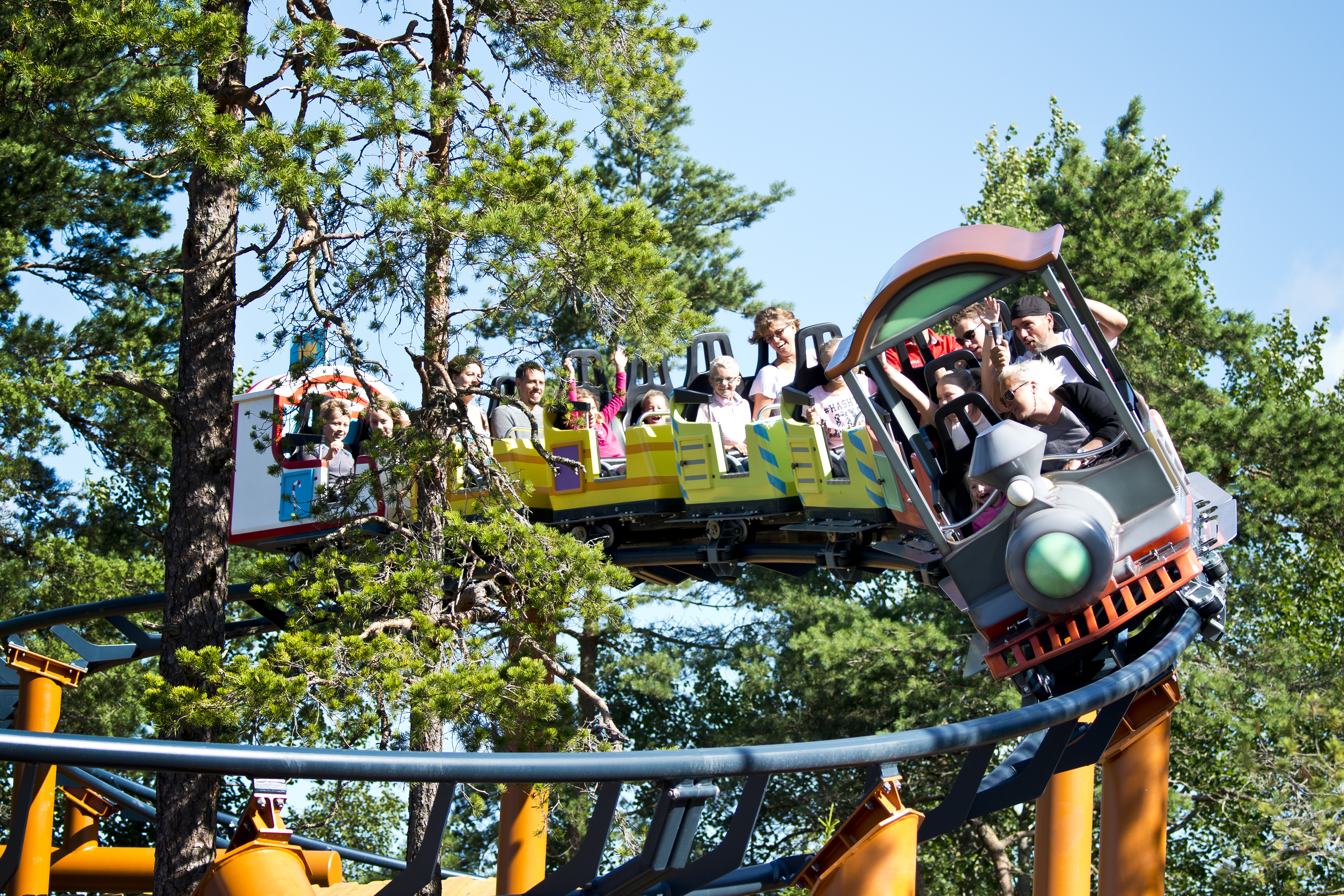
Godiståget à Kolmårdens Djurpark
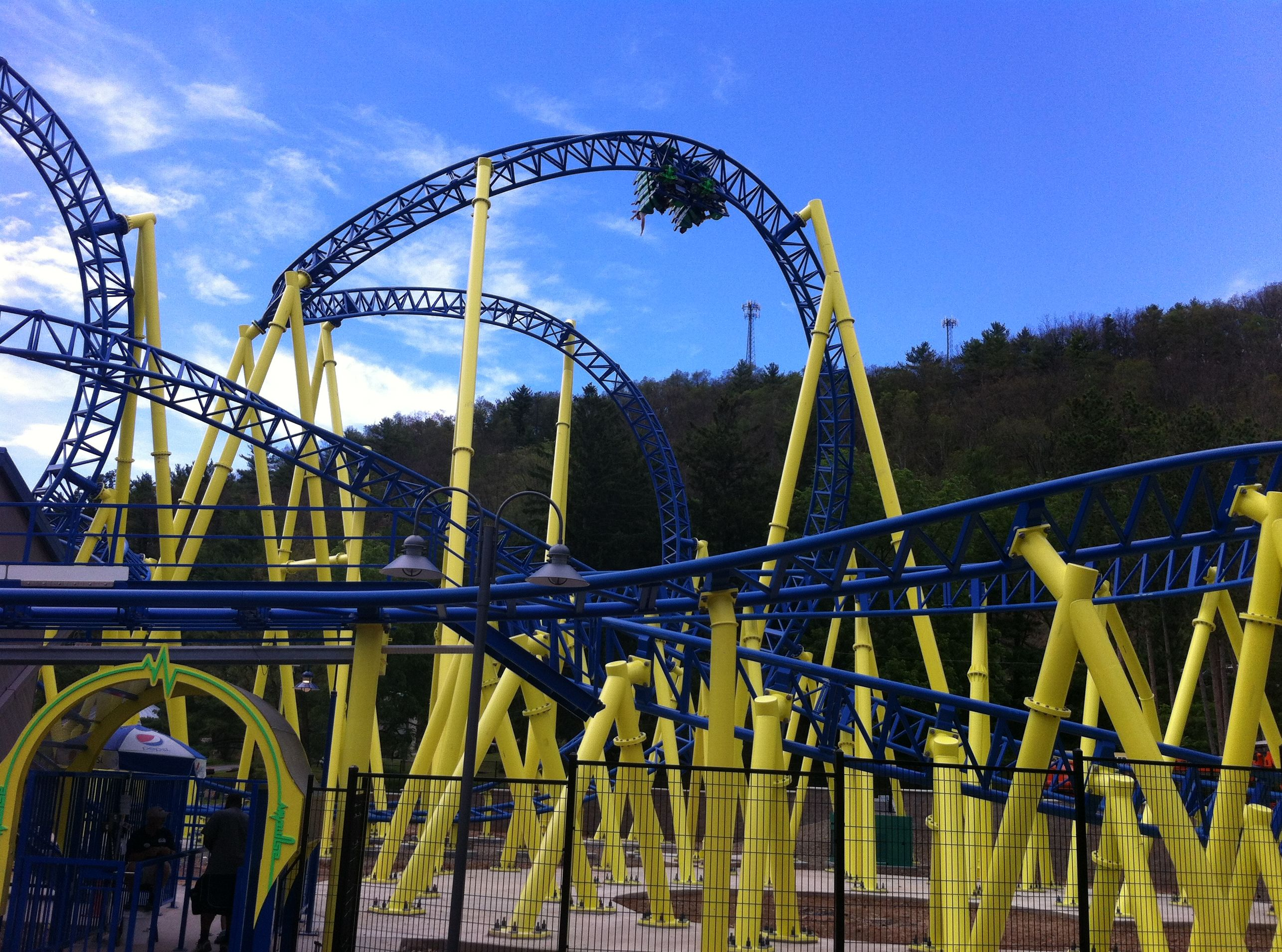
Impulse à Knoebels
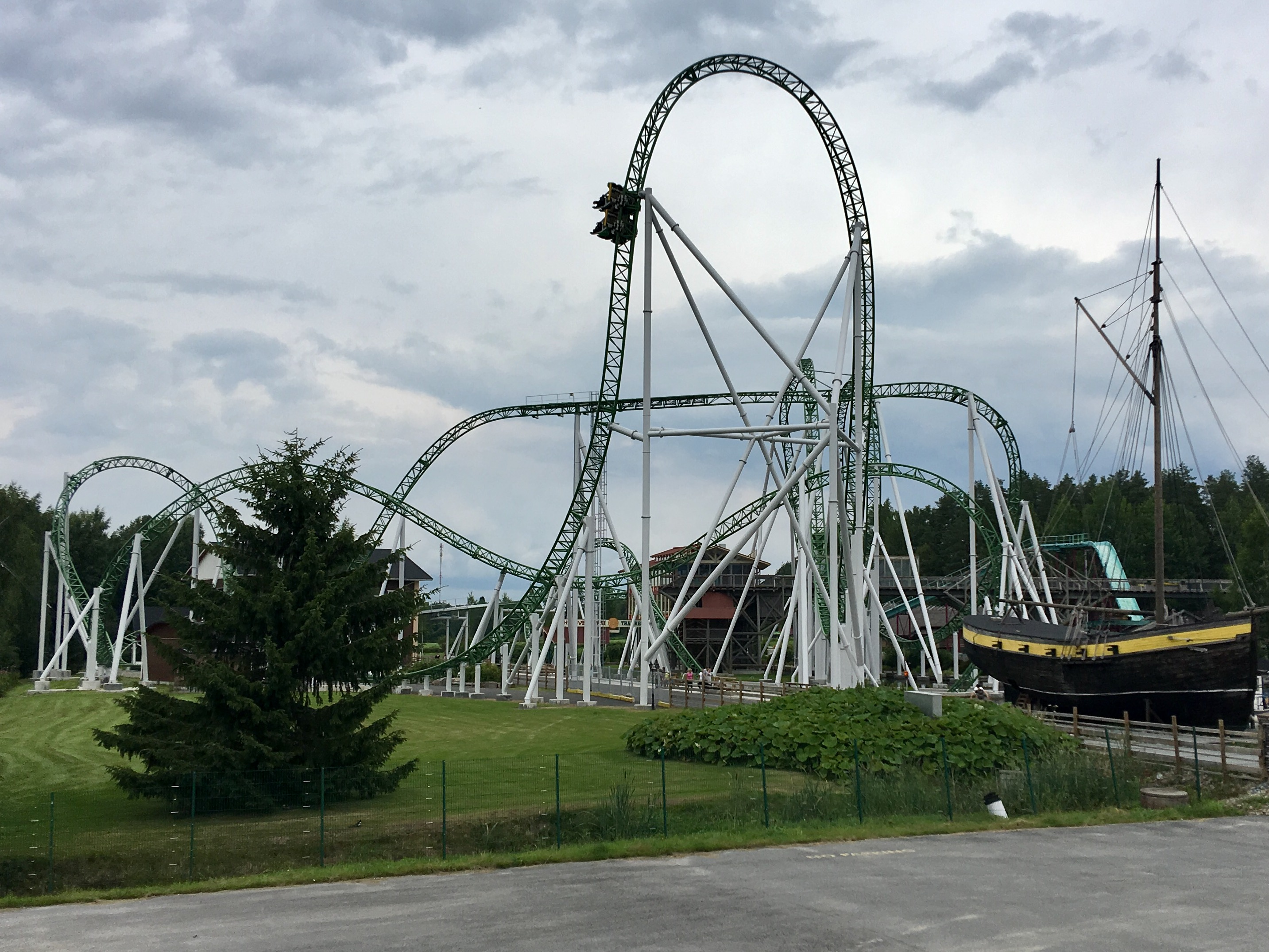
Junker à PowerPark
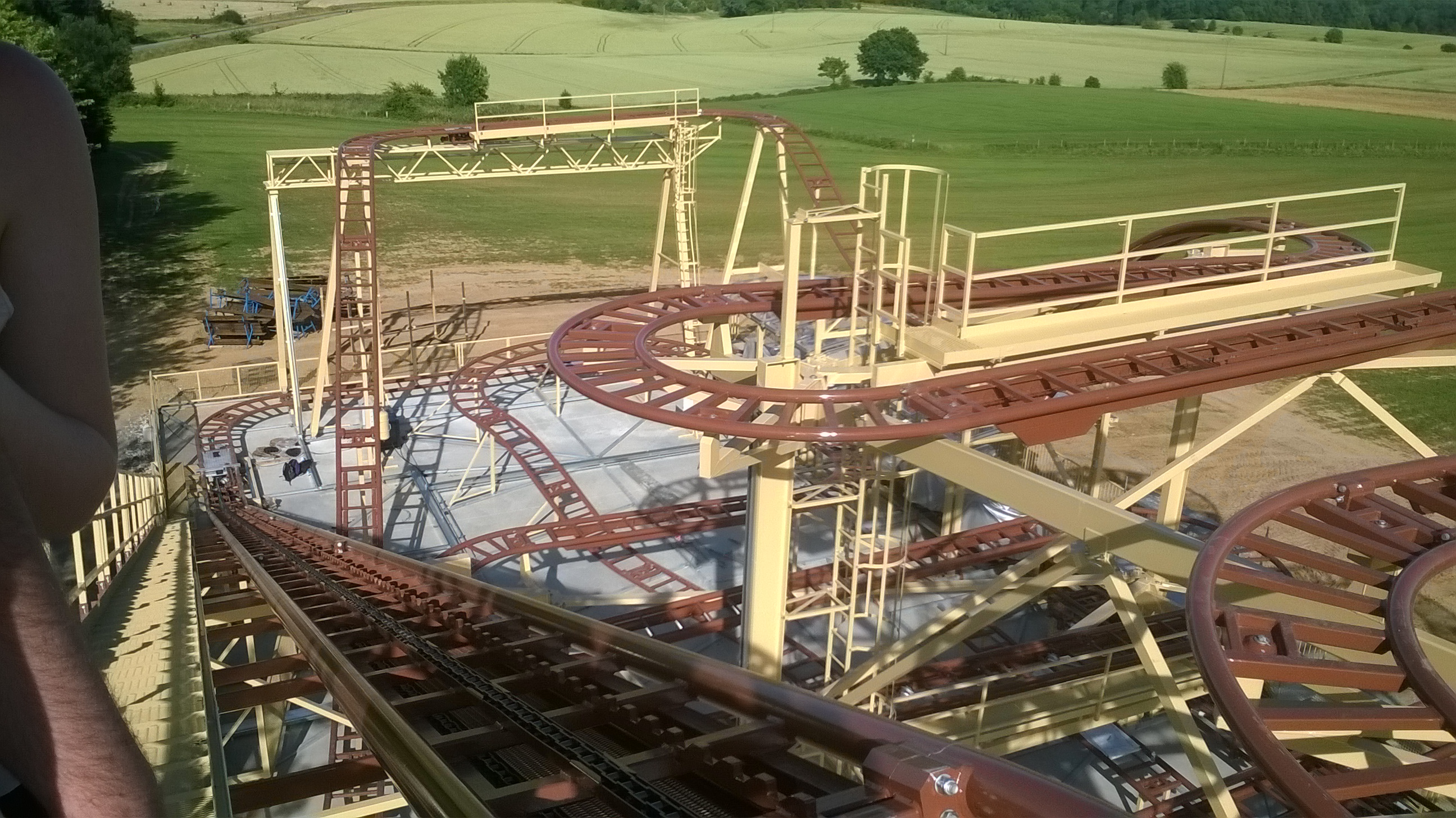
Jurassic Twister au parc du Bocasse
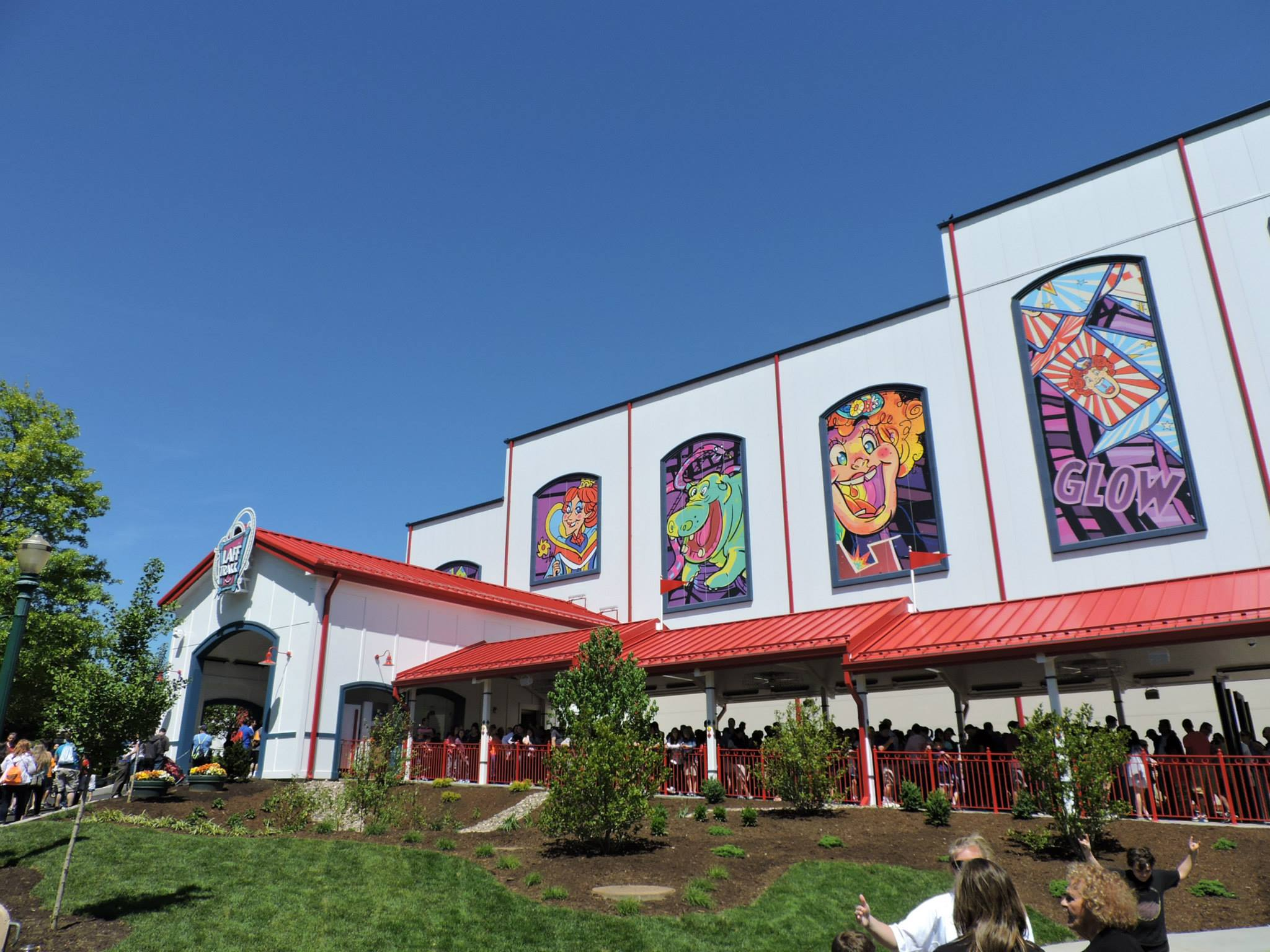
Laff Trakk à Hersheypark
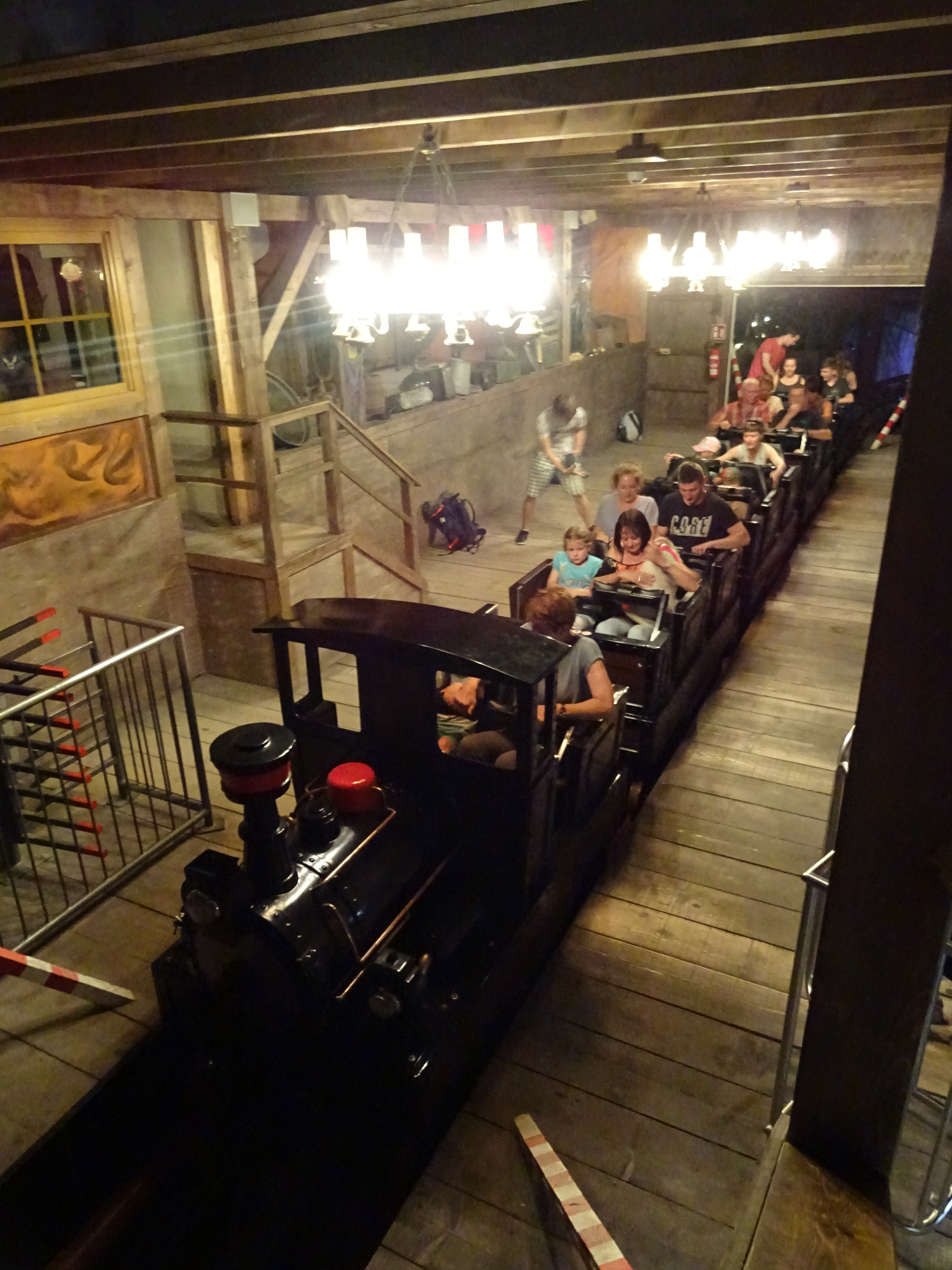
Miniwah à Freizeitpark Plohn
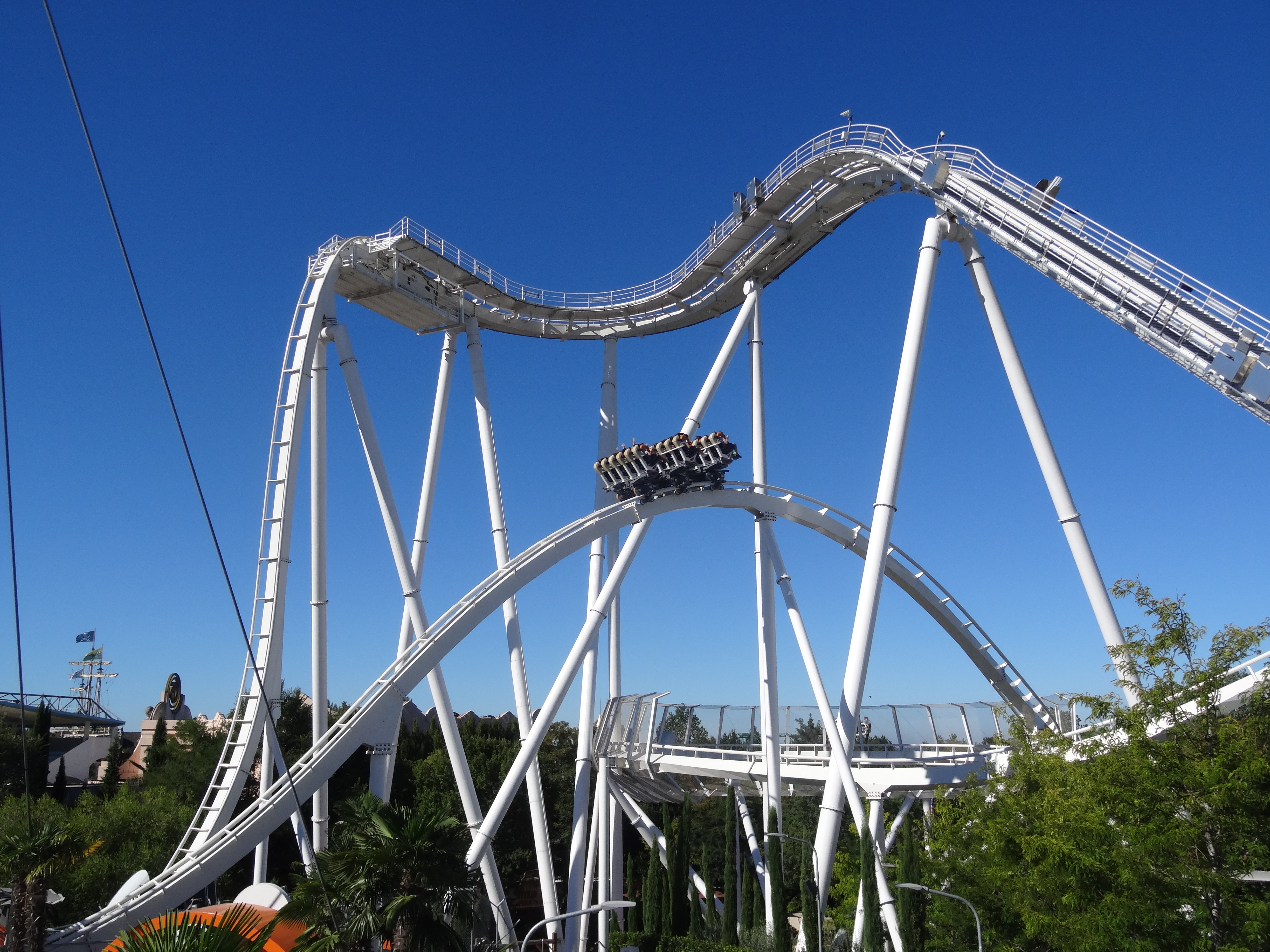
Oblivion : The Black Hole à Gardaland
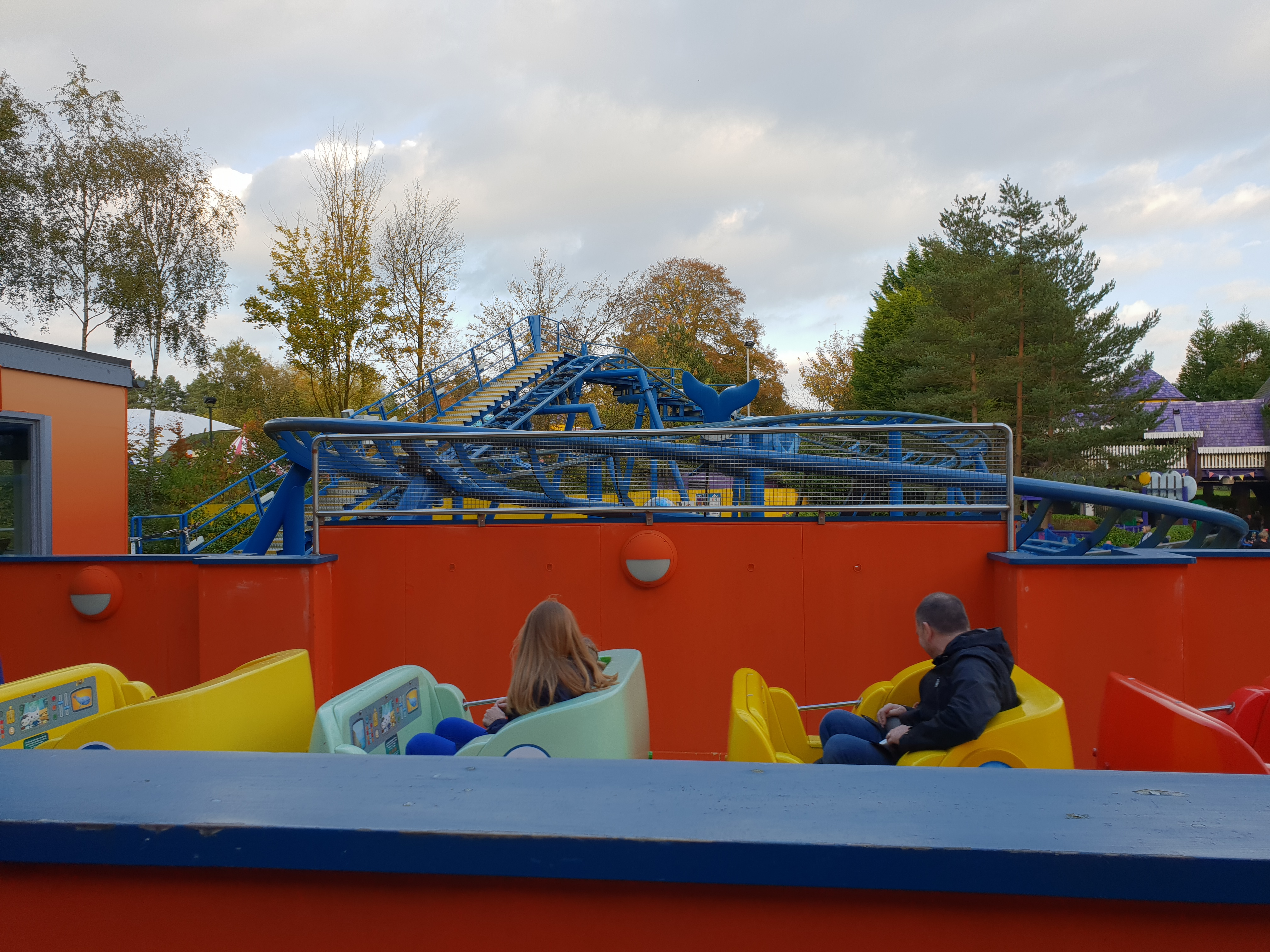
Octonauts Rollercoaster Adventure à Alton Towers
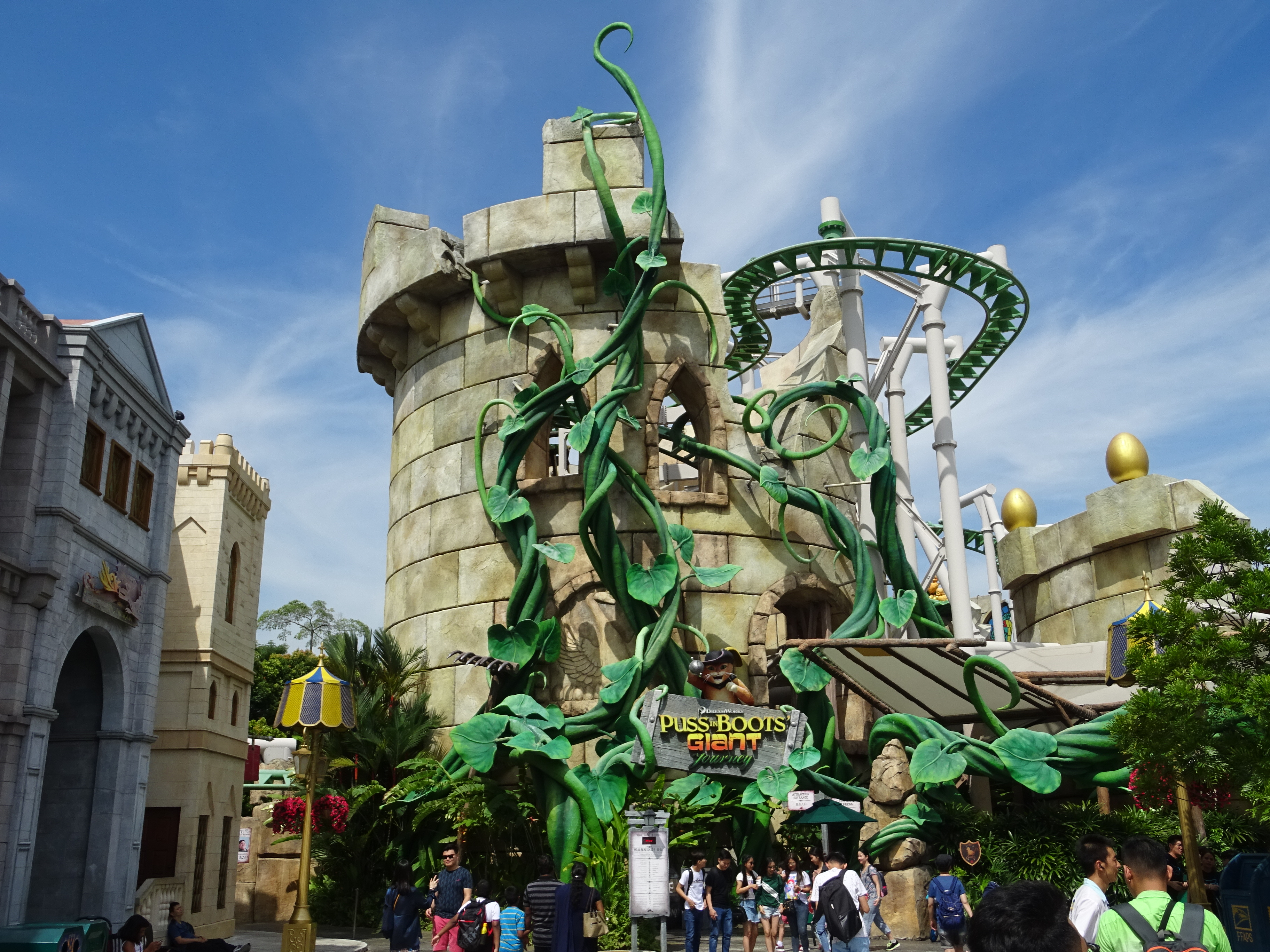
Puss in Boots' Giant Journey à Universal Studios Singapore
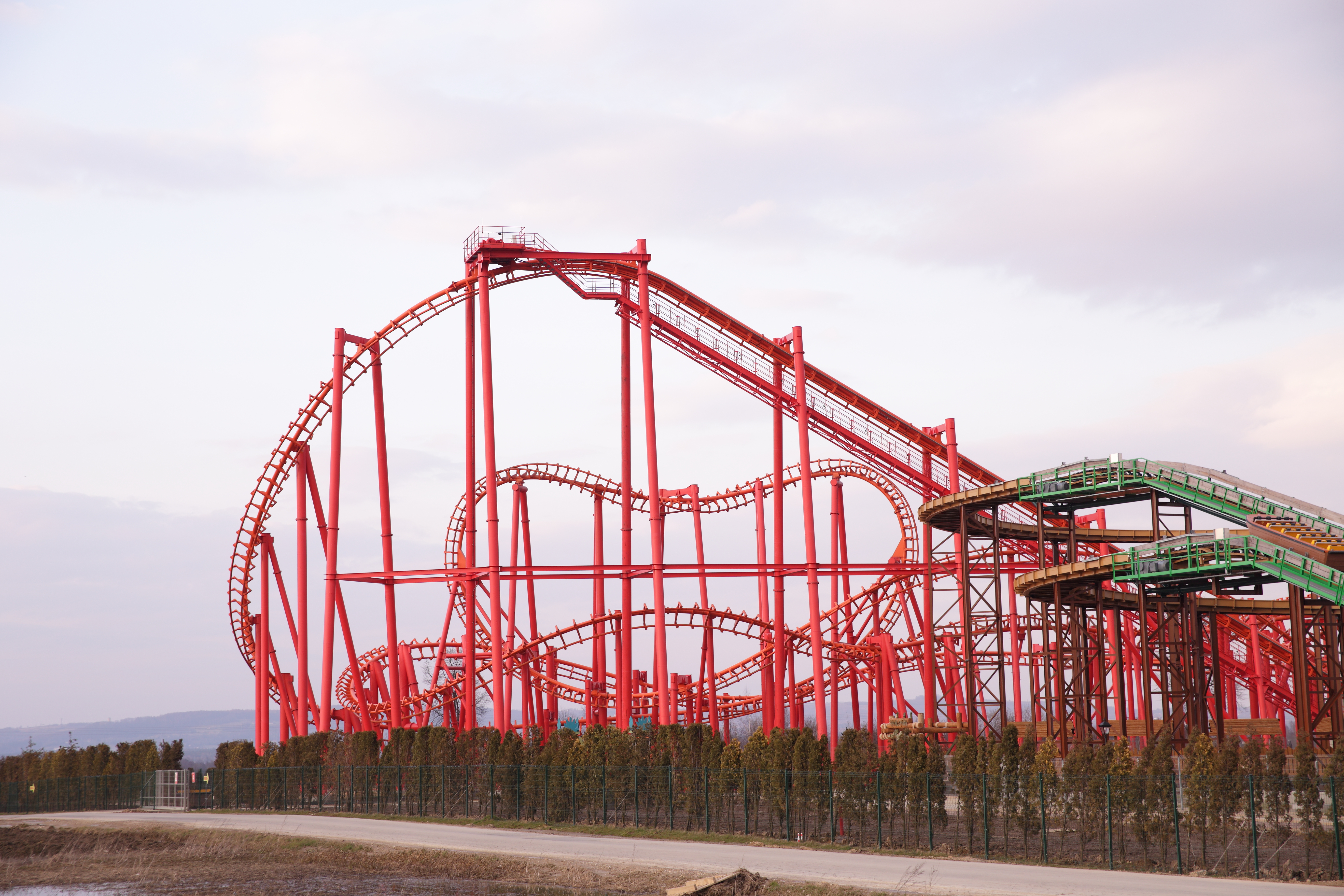
Roller Coaster Mayan à Energylandia
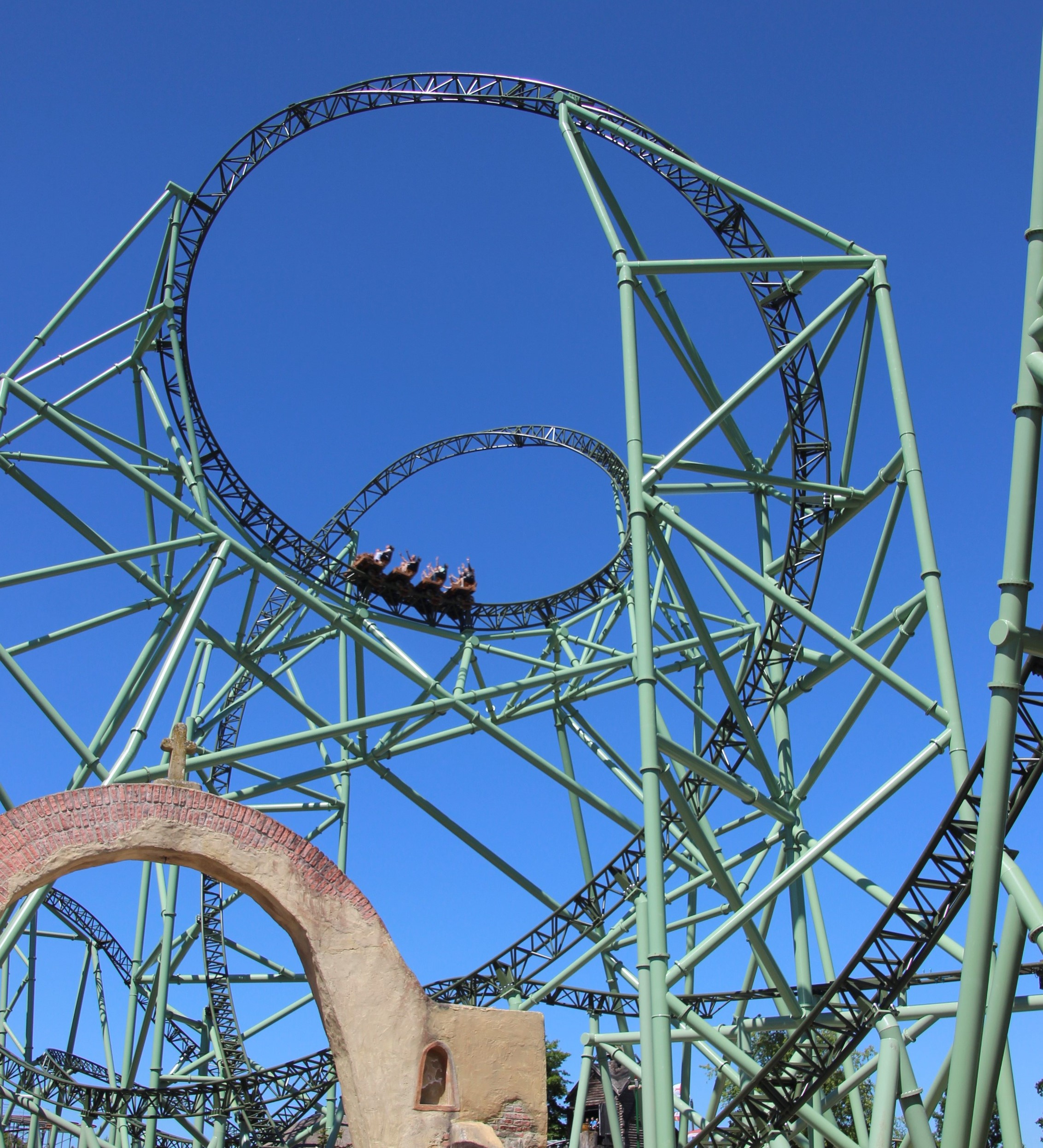
Schwur des Kärnan à Hansa-Park
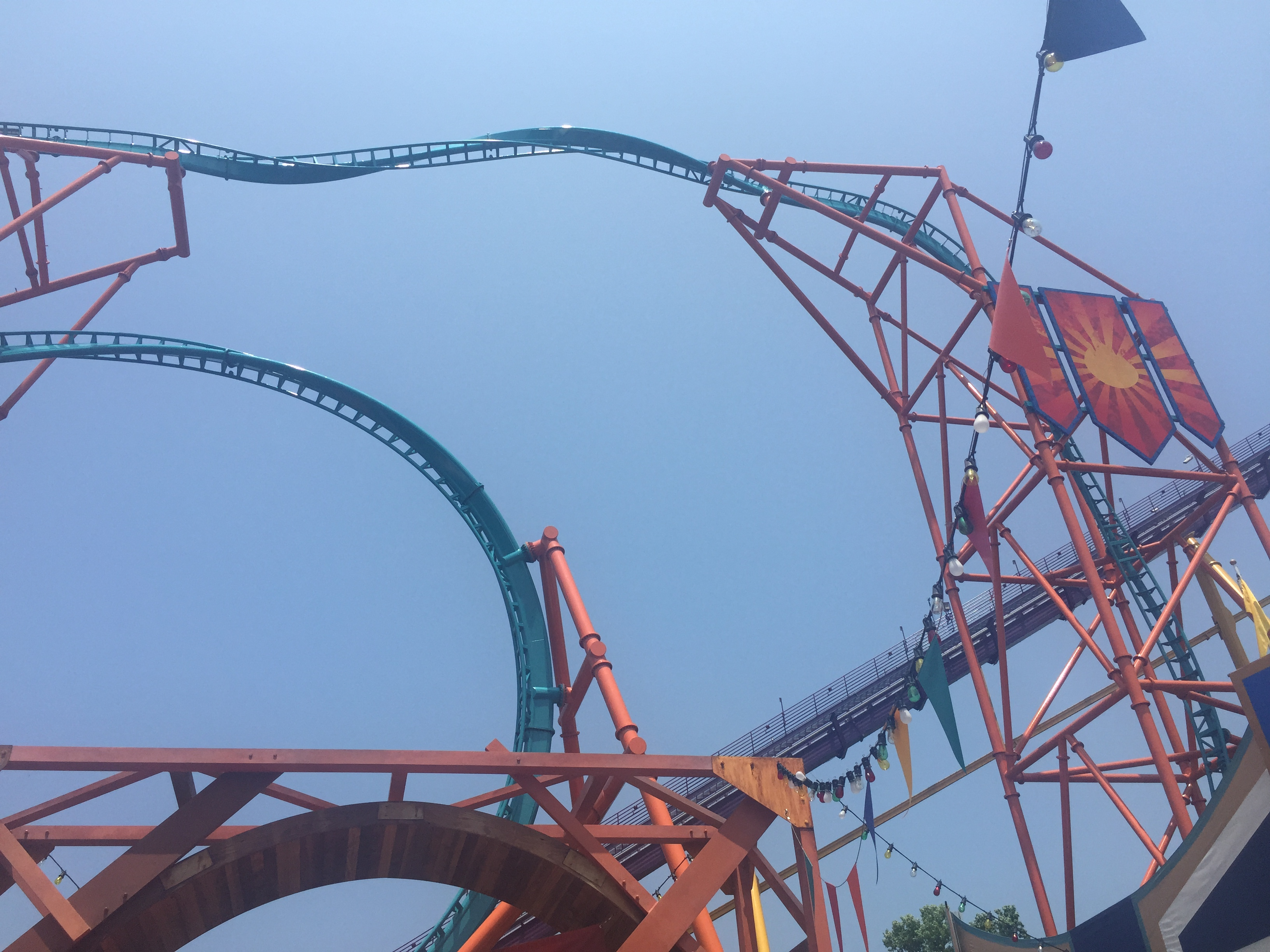
Tempesto à Busch Gardens Williamsburg
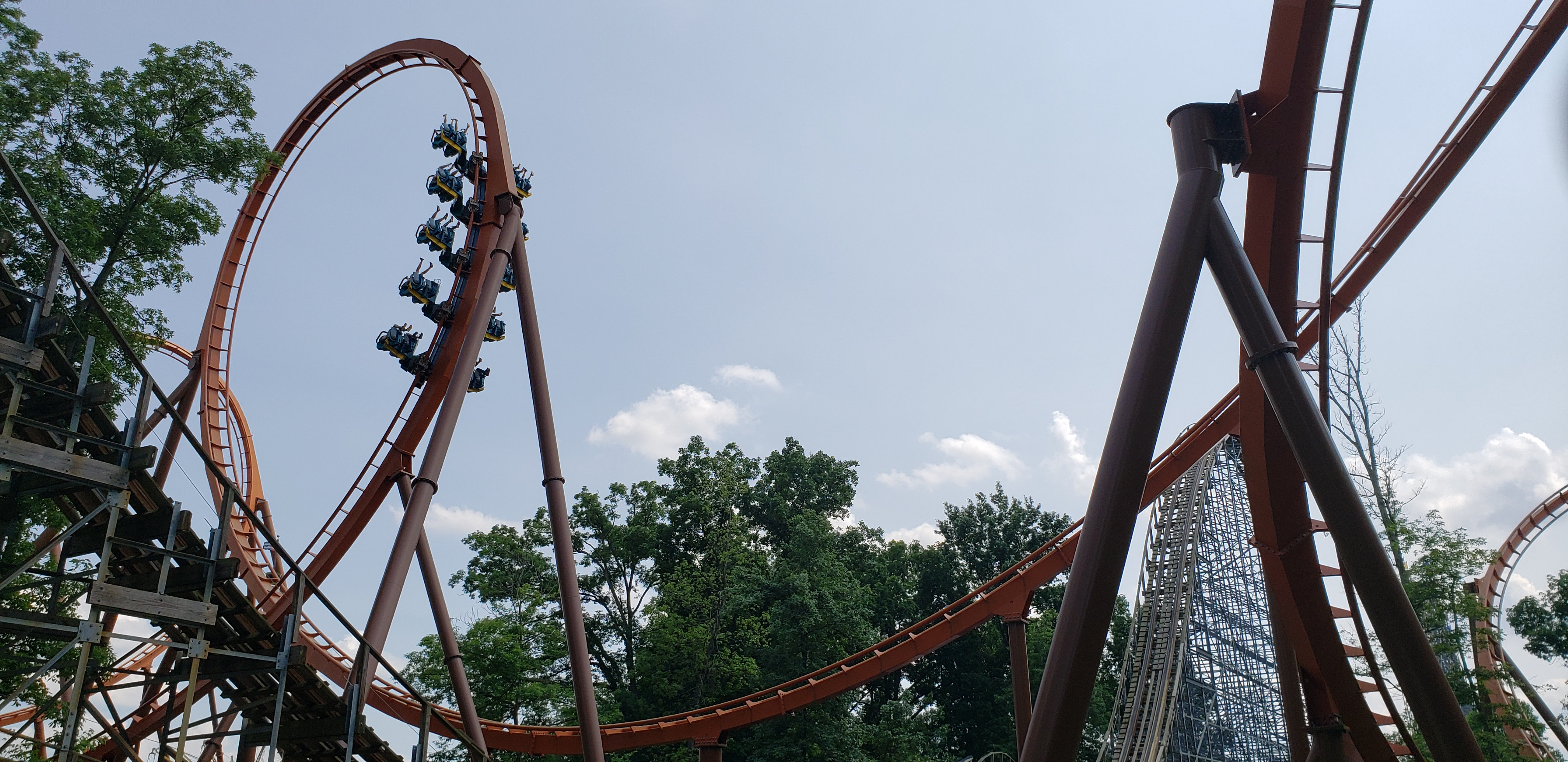
Thunderbird à Holiday World
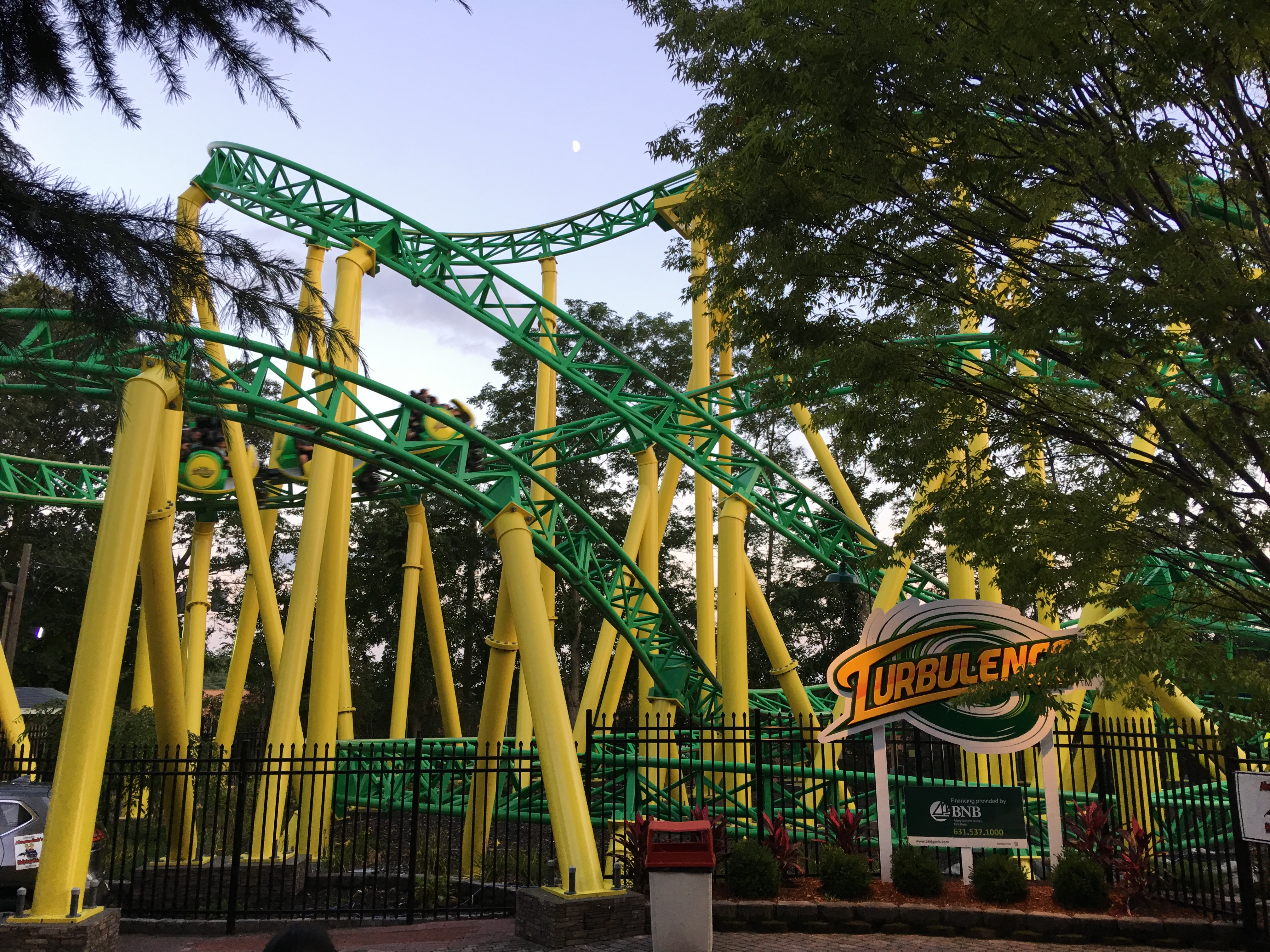
Turbulence à Adventureland
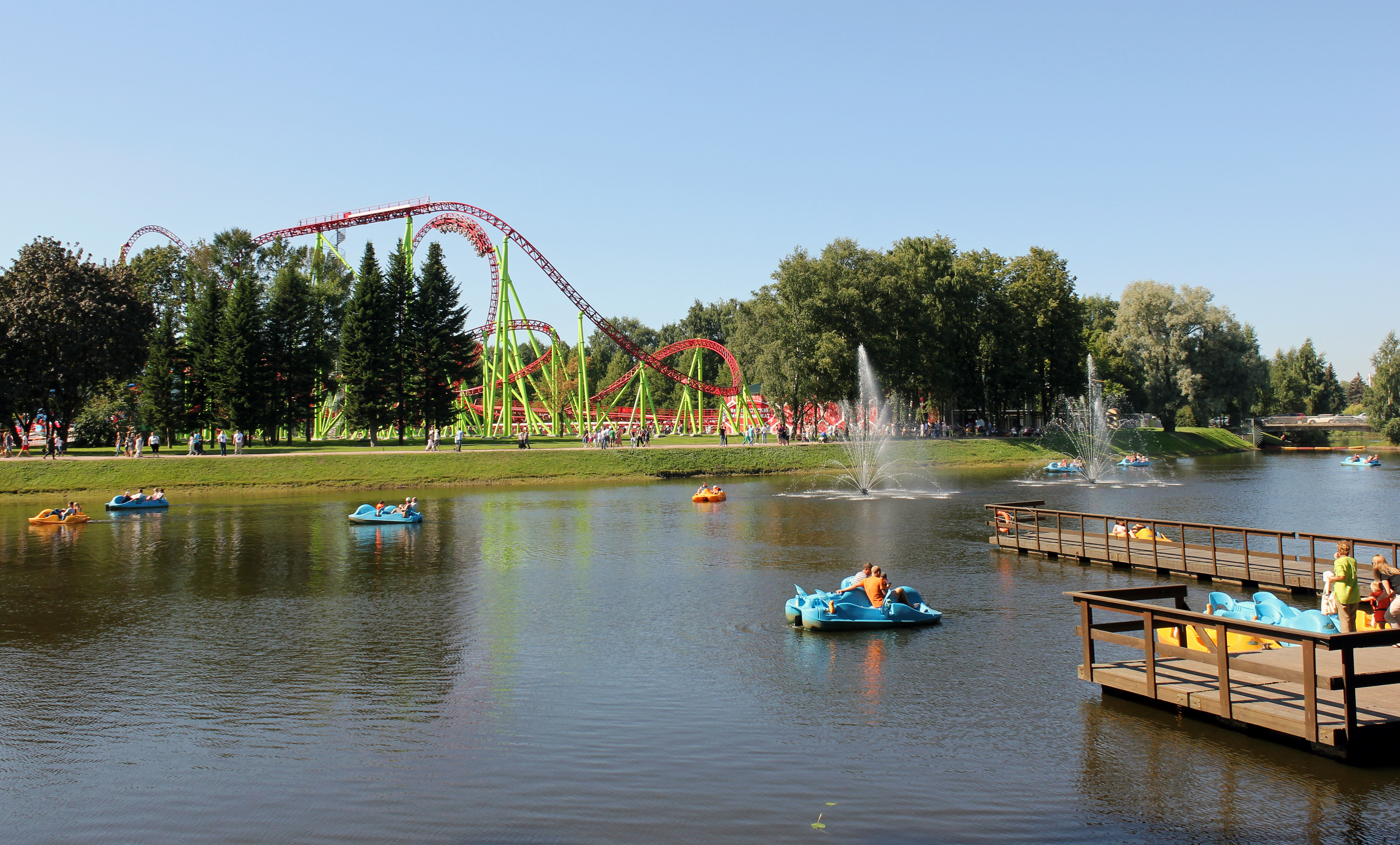
Velikoluksky Miasokombinat à Divo Ostrov

### Autres attractions
Cette liste est non exhaustive.
| Nom                                   | Type / Modèle                    | Constructeur                                 | Parc                                   | Pays         |
| ------------------------------------- | -------------------------------- | -------------------------------------------- | -------------------------------------- | ------------ |
| Ain Rokh                              | Aérophare                        | Aerophile                                    | Sindibad by Walibi                     | Maroc        |
| Aéroplanes (les)                      | Manège avion                     | Zamperla                                     | Parc touristique des Combes            | France       |
| Air Race                              | Air Race                         | Zamperla                                     | Tayto Park                             | Irlande      |
| Andedammen                            | Manège de canards                | Metallbau Emmeln                             | Djurs Sommerland                       | Danemark     |
| Apache                                | Disk'O Coaster                   | Zamperla                                     | Papéa Parc                             | France       |
| Apocalipto                            | Whiplash                         | Far Fabbri                                   | Energylandia                           | Pologne      |
| Apprentis pompiers (les)              | Fire Brigade                     | Metallbau Emmeln                             | Futuroscope                            | France       |
| Aqua Splash                           | WaveRunner                       | Metallbau Emmeln                             | Parc Saint-Paul                        | France       |
| Arena fun X-périences                 | Aire de jeux                     |                                              | Futuroscope                            | France       |
| Atlantis                              | Condor                           | Huss Rides                                   | Wunderland Kalkar                      | Allemagne    |
| Aventura                              | Samba Balloon                    | SBF Visa Group                               | Sindibad by Walibi                     | Maroc        |
| Bamses Värld                          | Parcours de voitures             | Metallbau Emmeln                             | Kolmårdens Djurpark                    | Suède        |
| Bondegårds-karrusellen                | Carrousel                        |                                              | Djurs Sommerland                       | Danemark     |
| Bourbon Street Fireball               | Super Loop                       | Larson International                         | Six Flags America                      | États-Unis   |
| Brain Drain                           | Super Loop                       | Larson International                         | Frontier City                          | États-Unis   |
| Bumpers Splash (les)                  | Bateaux tamponneurs              | J&J Amusements                               | Kingoland                              | France       |
| Bumpers Boats                         | Bateaux tamponneurs              | J&J Amusements                               | Family Park                            | France       |
| Captain’s Sea Adventure               | Watermania                       | Zamperla                                     | Drayton Manor                          | Royaume-Uni  |
| Caravane (la)                         | Carrousel                        | Concept 1900                                 | Sindibad by Walibi                     | Maroc        |
| Caribbean Pirates                     | Bateau à bascule                 | Huss Rides                                   | Romon U-Park                           | Chine        |
| Chaises volantes                      | Chaises volantes                 |                                              | Family Park                            | France       |
| Crazy Cab                             | Pieuvre                          | Huss Rides                                   | Romon U-Park                           | Chine        |
| Cyclos                                | Frisbee                          | Zamperla                                     | Kentucky Kingdom                       | États-Unis   |
| Dare Devil Chaos Coaster              | Super Loop                       | Larson International                         | Six Flags Discovery Kingdom            | États-Unis   |
| Det Gamle Vandtårn                    | Tour de chute                    | Zierer                                       | Djurs Sommerland                       | Danemark     |
| Dino Bike                             | Magic Bikes                      | Zamperla                                     | Walygator Parc                         | France       |
| Dino Splash                           | Toboggans aquatiques             | Van Egdom                                    | Plopsa Coo                             | Belgique     |
| Dinosaur Island                       | Immersive Tunnel                 | Simworx                                      | Panorama Langkawi (en)                 | Malaisie     |
| Dôme des rêves                        | Cinéma 360°                      |                                              | Europa-Park                            | Allemagne    |
| Dreamworks Tours (en)                 | Immersive Tunnel                 | Simworx                                      | Shrek's Adventure à London County Hall | Royaume-Uni  |
| El Diablo                             | Giant Loop                       | Larson International                         | Six Flags Great Adventure              | États-Unis   |
| Elmo's Go-Go Skateboard               | Rockin' Tug                      | Zamperla                                     | Universal Studios Japan                | Japon        |
| Fire Spotter                          | Balloon Race                     | Zamperla                                     | Silver Dollar City                     | États-Unis   |
| Fire Wagon Frenzy                     | Crazy Bus                        | Zamperla                                     | Silver Dollar City                     | États-Unis   |
| FireFall                              | Double Shot                      | S&S Worldwide                                | Silver Dollar City                     | États-Unis   |
| Flutterfly                            | Magic Bikes                      | Zamperla                                     | Kentucky Kingdom                       | États-Unis   |
| Flying Flower                         | Manège avion                     | Zierer                                       | Hello Kitty Park                       | Chine        |
| Flynn’s Fire & Rescue                 | Fire Brigade                     | Zamperla                                     | Drayton Manor                          | Royaume-Uni  |
| FoXDome                               | Cinéma interactif                | Triotech                                     | Fort Fun Abenteuerland                 | Allemagne    |
| Frøerne                               | Jump Around                      | Zamperla                                     | Djurs Sommerland                       | Danemark     |
| GiraVolta                             | Top Spin                         | Huss Rides                                   | Miragica                               | Italie       |
| Gondorfer Piratenschlacht             | Splash Battle                    | SBF Visa Group                               | Eifelpark                              | Allemagne    |
| Grande roue                           | Grande roue                      |                                              | Family Park                            | France       |
| Gravity                               | Enterprise                       | Huss Rides                                   | Kingoland                              | France       |
| Grenouilles sauteuses                 | Jump Around                      | Zamperla                                     | Parc Ange Michel                       | France       |
| Harley Quinn Spinsanity               | Tilt-A-Whirl                     |                                              | Six Flags Over Georgia                 | États-Unis   |
| Hello Kitty ferris Wheel              | Grande roue                      | Intamin                                      | Hello Kitty Park                       | Chine        |
| Hissez haut !                         | Tower                            | Heege Freizeittechnik                        | Fraispertuis-City                      | France       |
| House of Nightmares                   | Walkthrough                      | Sally Corporation                            | Gröna Lund                             | Suède        |
| Ibn Battuta                           | Manège avion                     | SBF Visa Group                               | Sindibad by Walibi                     | Maroc        |
| Île Oak Oak                           | Bûches junior                    | Zamperla                                     | Sindibad by Walibi                     | Maroc        |
| Justice League: Battle for Metropolis | Parcours scénique interactif     | Sally Corporation/ Oceaneering International | Six Flags St. Louis                    | États-Unis   |
| Justice League: Battle for Metropolis | Parcours scénique interactif     | Sally Corporation/ Oceaneering International | Six Flags Over Texas                   | États-Unis   |
| Kaskade                               | Rivière en bouées / Hydro Lift   | Zamperla                                     | Festyland                              | France       |
| Kero kero keroppi's gondola           | Jet Skis                         | Zierer                                       | Hello Kitty Park                       | Chine        |
| Kontiki                               | Kontiki                          | Zierer                                       | Hello Kitty Park                       | Chine        |
| Kornmøllen                            | Magic Bikes                      | Zamperla                                     | Djurs Sommerland                       | Danemark     |
| Leonardos Flugmaschine                | Sky Fly                          | Gerstlauer                                   | Familypark                             | Autriche     |
| Les Amoureux de Verdun                | Spectacle interactif             |                                              | Puy du Fou                             | France       |
| Magic Farm                            | Parcours de tracteurs            | SBF Visa Group                               | Babyland-Amiland                       | France       |
| Maison rouge                          | Maison hantée                    |                                              | La Ronde                               | Canada       |
| MamiWata                              | Bûches                           | Hafema                                       | Fantasiana Erlebnispark                | Allemagne    |
| Maximus' Blitz Bahn                   | Bobkart                          | Wiegand                                      | Toverland                              | Pays-Bas     |
| Mechanica                             | Star Shape                       | Zierer                                       | Liseberg                               | Suède        |
| Mia's Riding Adventure                | Disk'O Coaster                   | Zamperla                                     | Legoland Windsor                       | Royaume-Uni  |
| Milkshakeren                          | Barnyard                         | Zamperla                                     | Djurs Sommerland                       | Danemark     |
| Monorail                              | Chevaux Galopants                |                                              | Terra Botanica                         | France       |
| Moppy's Balloon Trip                  | Balloon Race                     | Zamperla                                     | Universal Studios Japan                | Japon        |
| O'Temba                               | Tour de chute junior             | SBF Visa Group                               | Sindibad by Walibi                     | Maroc        |
| On Air !                              | Magic Bikes                      | Zamperla                                     | Walibi Rhône-Alpes                     | France       |
| Orlando Eye                           | Grande roue                      | Intamin                                      | International Drive, Orlando           | États-Unis   |
| Pacific Railroad                      | Train junior                     | Zamperla                                     | OK Corral                              | France       |
| Petit train (le)                      | Train panoramique                |                                              | Parc du Petit Prince                   | France       |
| Petites chaises volantes (les)        | Chaises volantes junior          | Technical Park                               | Parc touristique des Combes            | France       |
| Red Arrows Skyforce                   | Sky Fly                          | Gerstlauer                                   | Pleasure Beach, Blackpool              | Royaume-Uni  |
| Pony Express                          | Chevaux Galopants                | Soquet                                       | Kingoland                              | France       |
| Pony Trip                             | Chevaux Galopants                | SBF Visa Group                               | Skyline Park                           | Allemagne    |
| Rêve d'Icare (le)                     | Chaises volantes                 | Zierer                                       | La Récré des 3 Curés                   | France       |
| Rivière canadienne                    | Bûches                           | SBF Visa Group                               | Babyland-Amiland                       | France       |
| Rivière des tonneaux (la)             | Bûches junior                    | Soquet                                       | Parc touristique des Combes            | France       |
| Rodeotyrene                           | Demolition Derby                 | Zamperla                                     | Djurs Sommerland                       | Danemark     |
| Safari                                | Parcours de voitures             | Zamperla                                     | Sindibad by Walibi                     | Maroc        |
| Santy Anno                            | Rockin' Tug                      | Zamperla                                     | Fraispertuis-City                      | France       |
| Shredder's Mutant Masher              | Revolution 20                    | Chance Rides                                 | Nickelodeon Universe                   | États-Unis   |
| Sibabor                               | Bateau à bascule                 | SBF Visa Group                               | Sindibad by Walibi                     | Maroc        |
| Sindi express                         | Train junior                     | Zamperla                                     | Sindibad by Walibi                     | Maroc        |
| Skycatcher                            | Star Flyer                       | ARM Rides                                    | Kentucky Kingdom                       | États-Unis   |
| Sky Fly                               | Sky Fly                          | Gerstlauer                                   | Holiday Park                           | Allemagne    |
| SkyScreamer                           | Star Flyer                       | Funtime                                      | Six Flags México                       | Mexique      |
| Snoopy's Space Buggies                | Jump Around                      | Zamperla                                     | Kings Island                           | États-Unis   |
| Space Booster                         | Booster                          | Far Fabbri                                   | Energylandia                           | Pologne      |
| Space Invader                         | Screamin' Swing                  | S&S Worldwide                                | Fun Spot America                       | États-Unis   |
| Splash City                           | Aire de jeux aquatiques          | White Water                                  | Parc du Bocasse                        | France       |
| Splash River                          | Bûches                           | Soquet                                       | La Coccinelle                          | France       |
| Tapis volant                          | Tapis volant                     | SBF Visa Group                               | Sindibad by Walibi                     | Maroc        |
| Tempête                               | Chaises volantes                 | SBF Visa Group                               | Sindibad by Walibi                     | Maroc        |
| Terra vu du ciel                      | Ballon captif                    | Aerophile                                    | Terra Botanica                         | France       |
| The Forbidden Caves                   | Immersive Tunnel                 | Holovis                                      | Bobbejaanland                          | Belgique     |
| The Joker Chaos Coaster               | Super Loop                       | Larson International                         | Six Flags Over Georgia                 | États-Unis   |
| The Roundaboat                        | Jump Around                      | Zamperla                                     | Silver Dollar City                     | États-Unis   |
| Thunder Falls                         | bûches                           | Hopkins Rides                                | Everland Resort                        | Corée du Sud |
| Toby’s Tram Express                   | Barnyard                         | Zamperla                                     | Drayton Manor                          | Royaume-Uni  |
| Tour N' Twist                         | Tour de chute                    | SBF Visa Group                               | OK Corral                              | France       |
| Tourbillon                            | Chaises volantes junior          | SBF Visa Group                               | Sindibad by Walibi                     | Maroc        |
| Tractofolies                          | Parcours de tracteurs            | Gosetto                                      | Dennlys Parc                           | France       |
| Traktorerne                           | Parcours de tracteurs            | Metallbau Emmeln                             | Djurs Sommerland                       | Danemark     |
| Twist’Air                             | Chaises volantes                 | Lamborghini Rides                            | Parc Bagatelle                         | France       |
| Up Up and Away                        | Samba Balloon                    | Zamperla                                     | Kentucky Kingdom                       | États-Unis   |
| Vertige                               | Tasses                           | SBF Visa Group                               | Sindibad by Walibi                     | Maroc        |
| Viktoria                              | Rockin' Tug                      | Zamperla                                     | Kolmårdens Djurpark                    | Suède        |
| Voyage to the Iron Reef               | Parcours scénique interactif 4-D | Triotech                                     | Knott's Berry Farm                     | États-Unis   |
| Water Splash                          | Splash Battle                    | SBF Visa Group                               | Skyline Park                           | Allemagne    |
| Wienerwalz                            | Chaises volantes                 | Wood Design                                  | Plopsaland De Panne                    | Belgique     |
| Woodstock Gliders                     | Flying Scooters                  | Larson International                         | Kings Island                           | États-Unis   |
| Z'animos du cirque (les)              | Train junior                     | Zamperla                                     | Kingoland                              | France       |

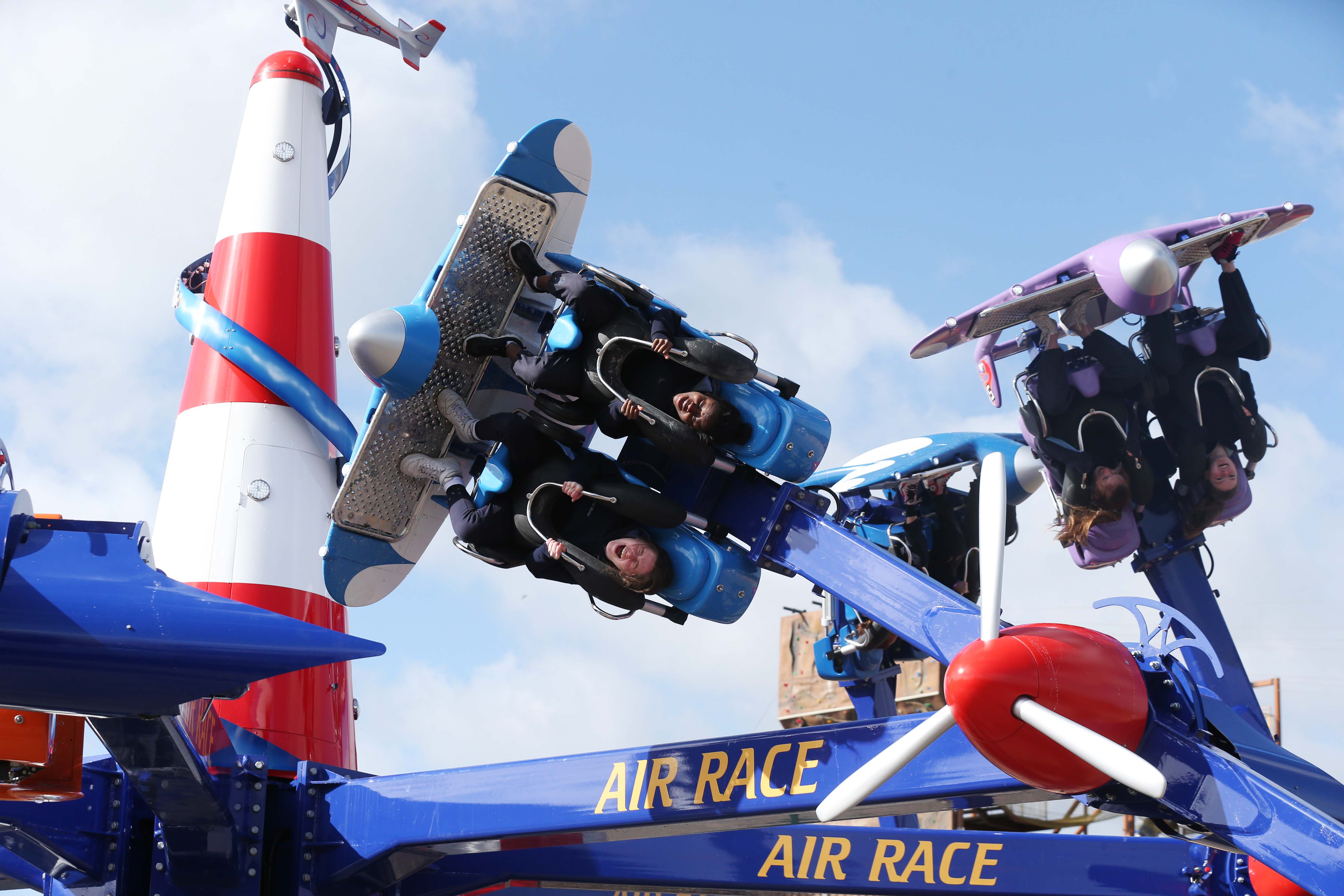
Air Race à Tayto Park
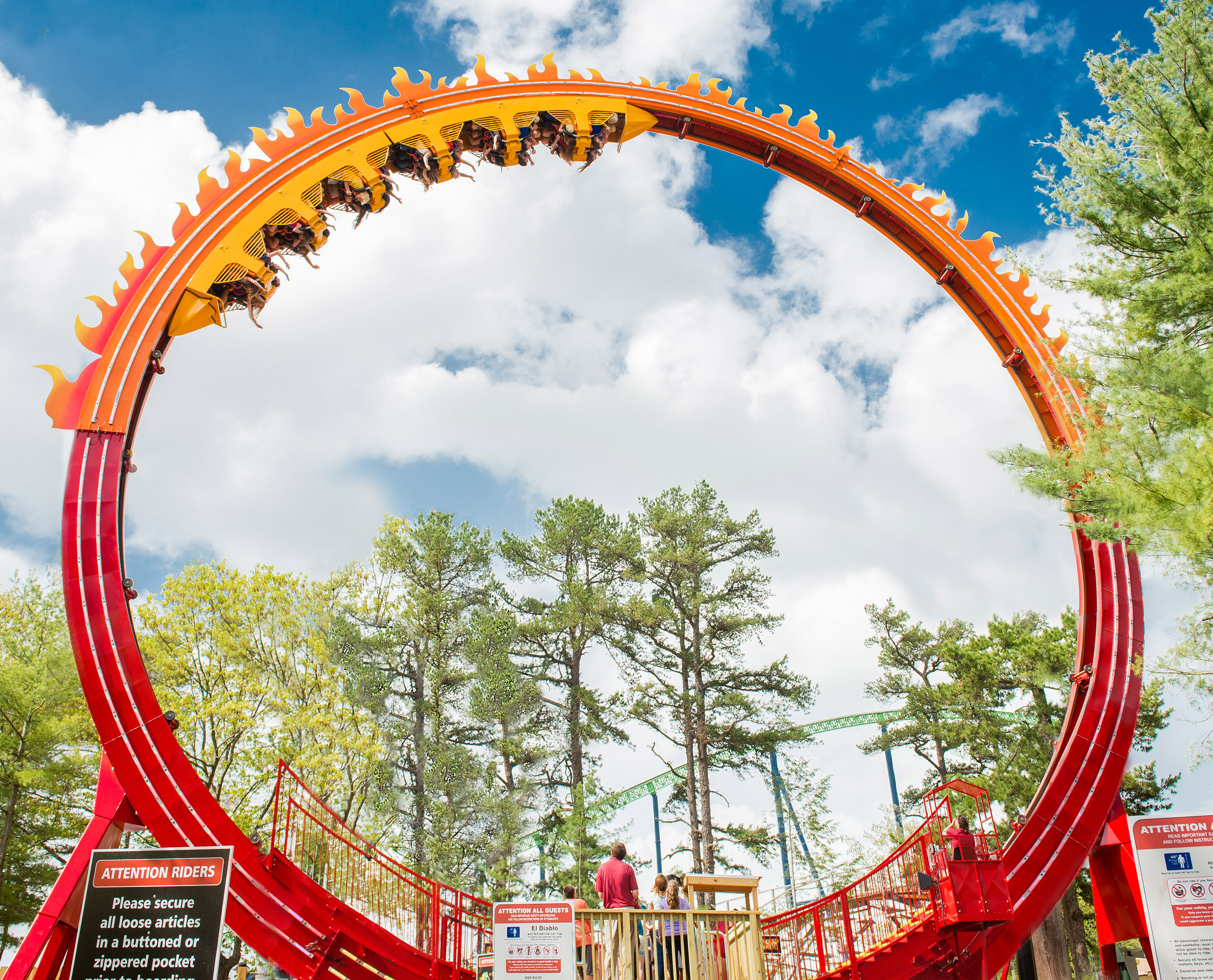
El Diablo à Six Flags Great Adventure
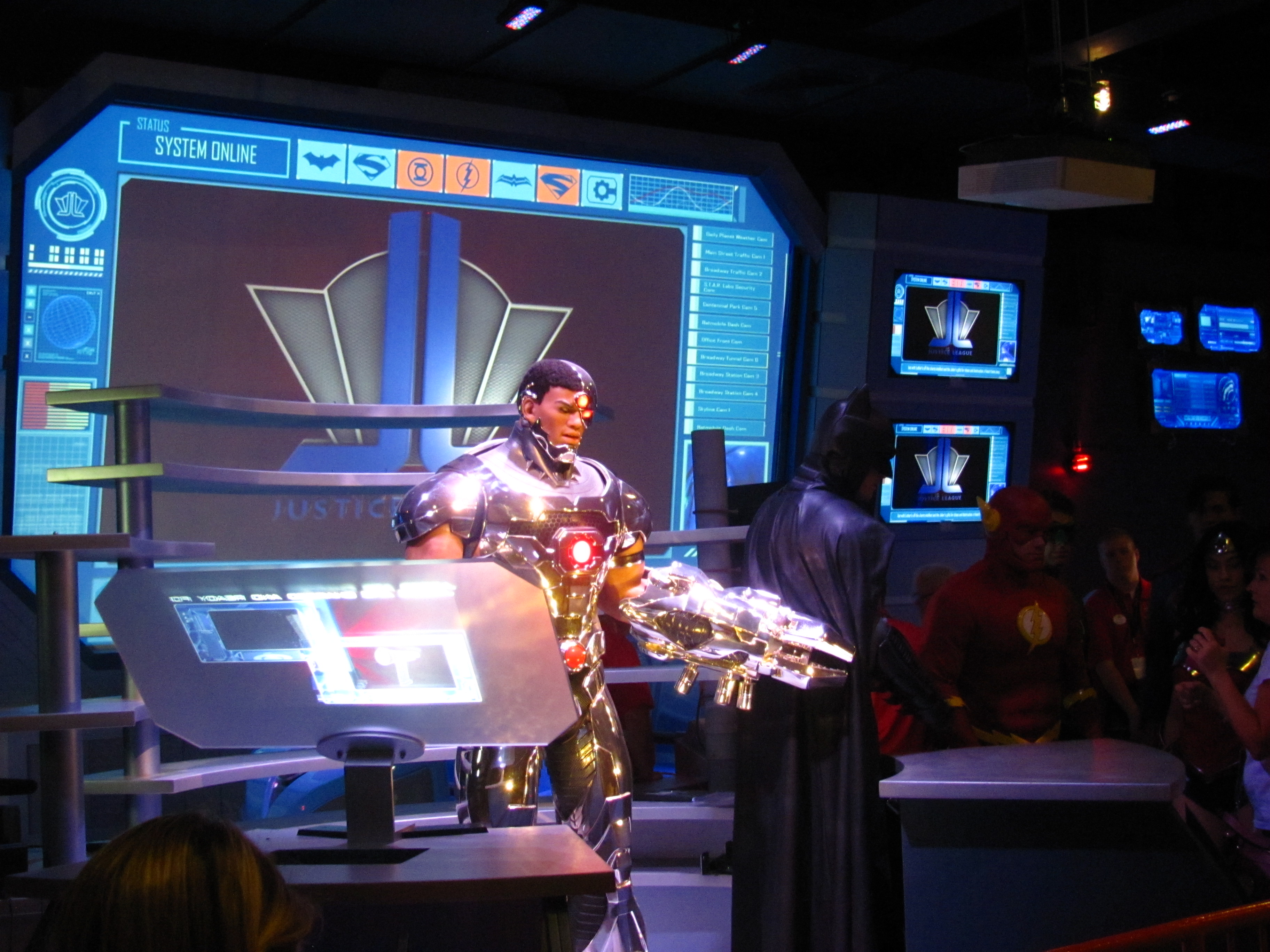
Justice League: Battle for Metropolis à Six Flags St. Louis
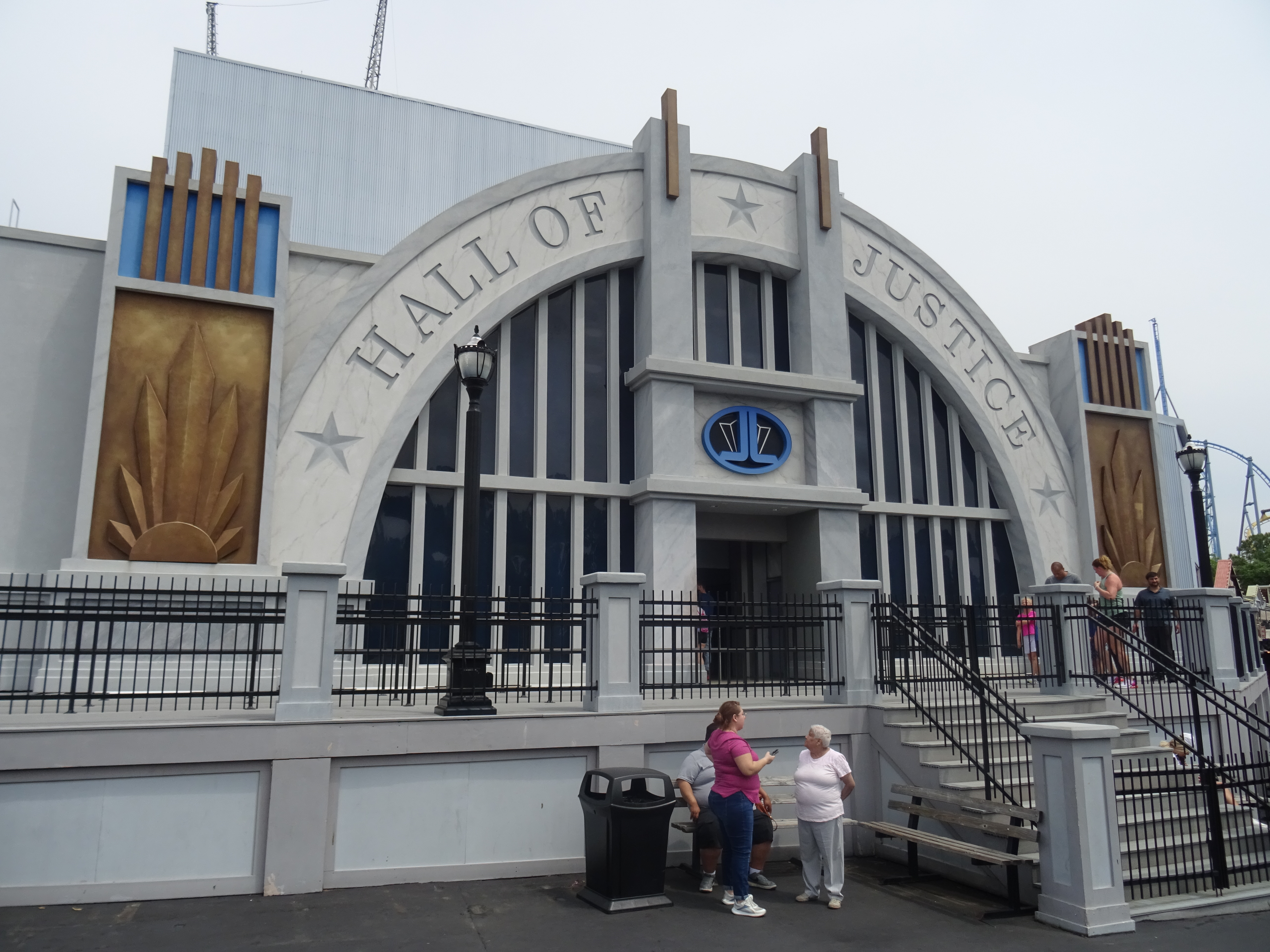
Justice League: Battle for Metropolis à Six Flags Over Texas
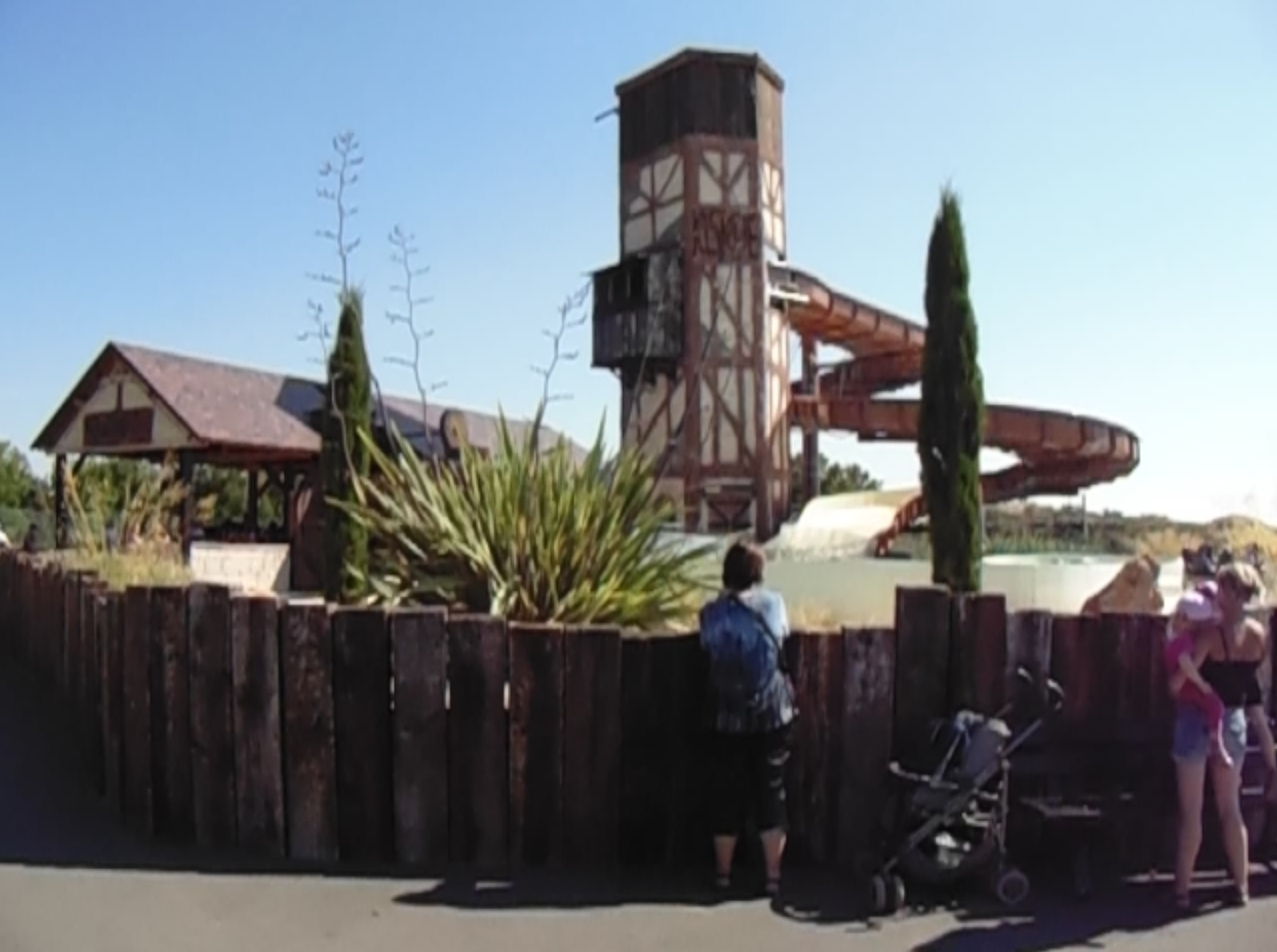
Kaskade à Festyland
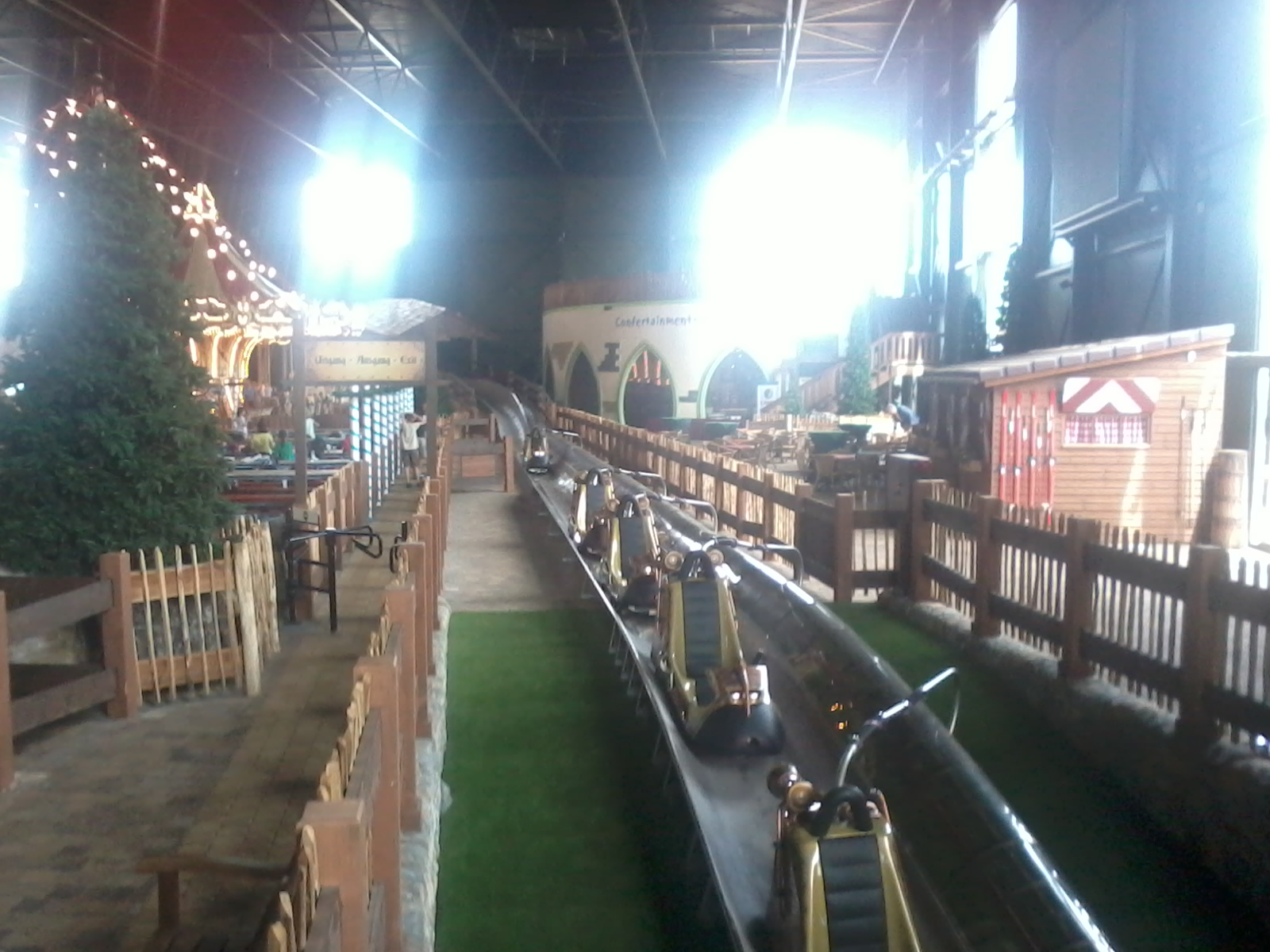
Maximus' Blitz Bahn à Toverland
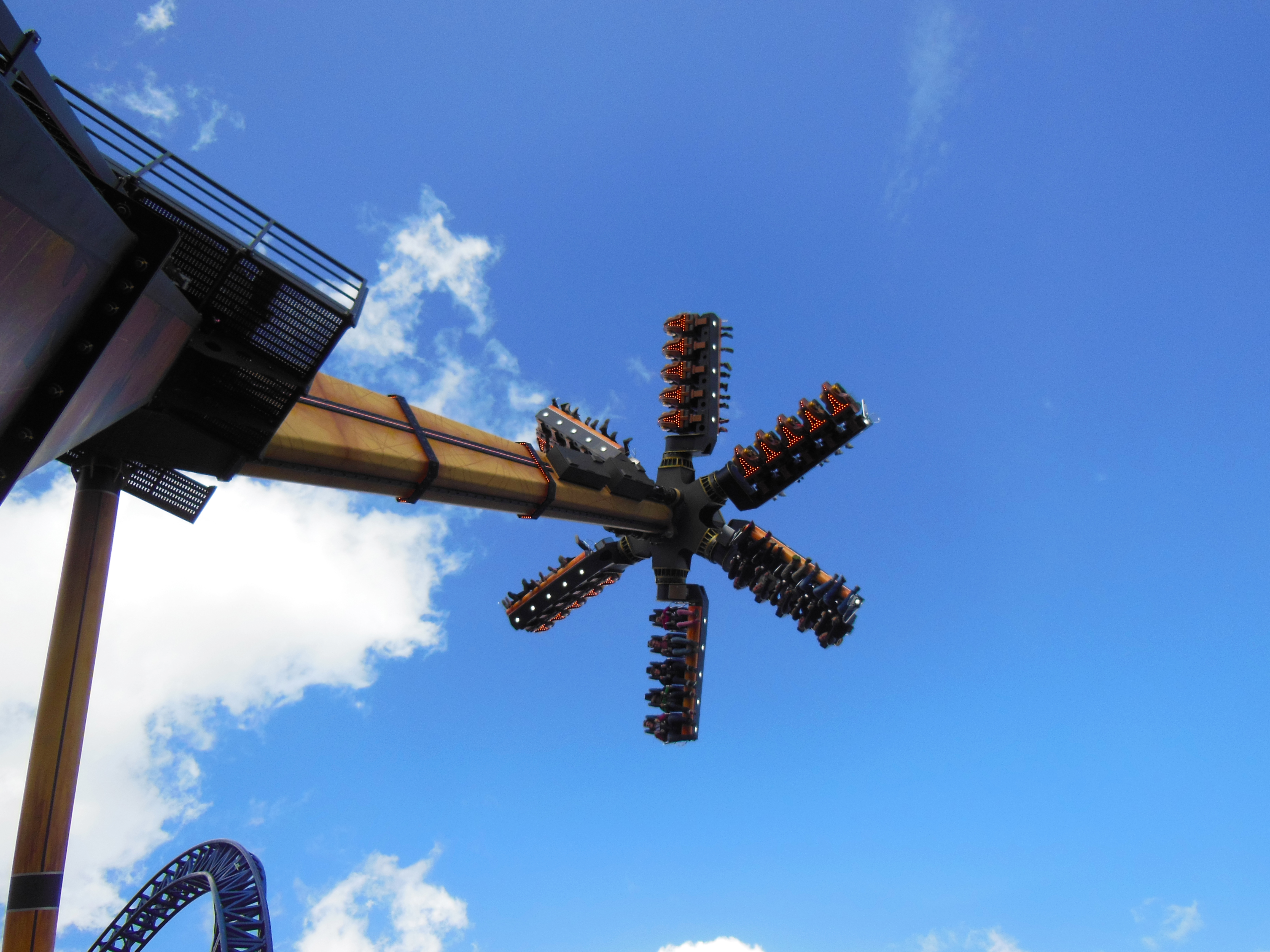
Mechanica à Liseberg
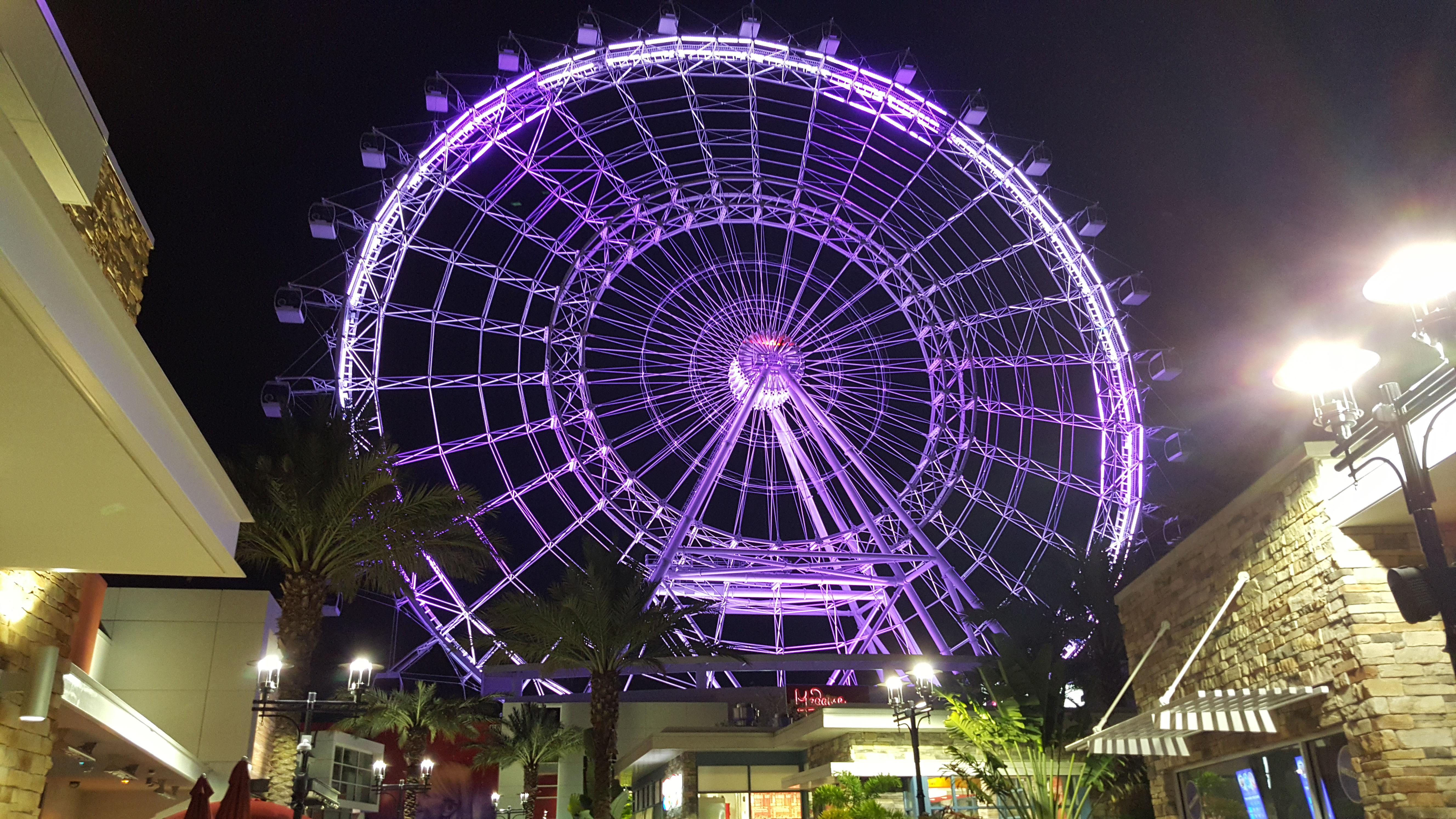
Orlando Eye sur l'I-Drive, Orlando
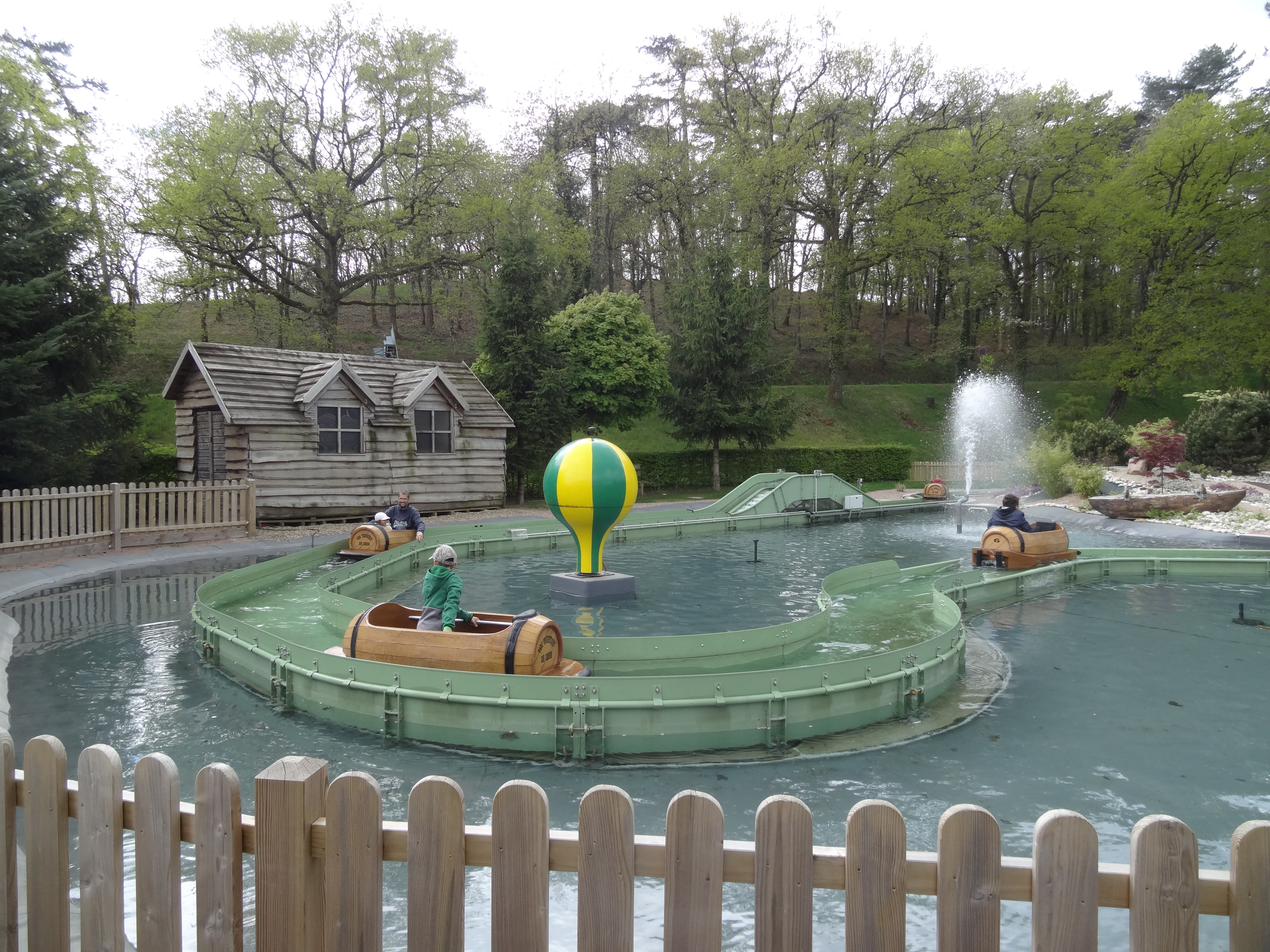
La Rivière des tonneaux au parc touristique des Combes
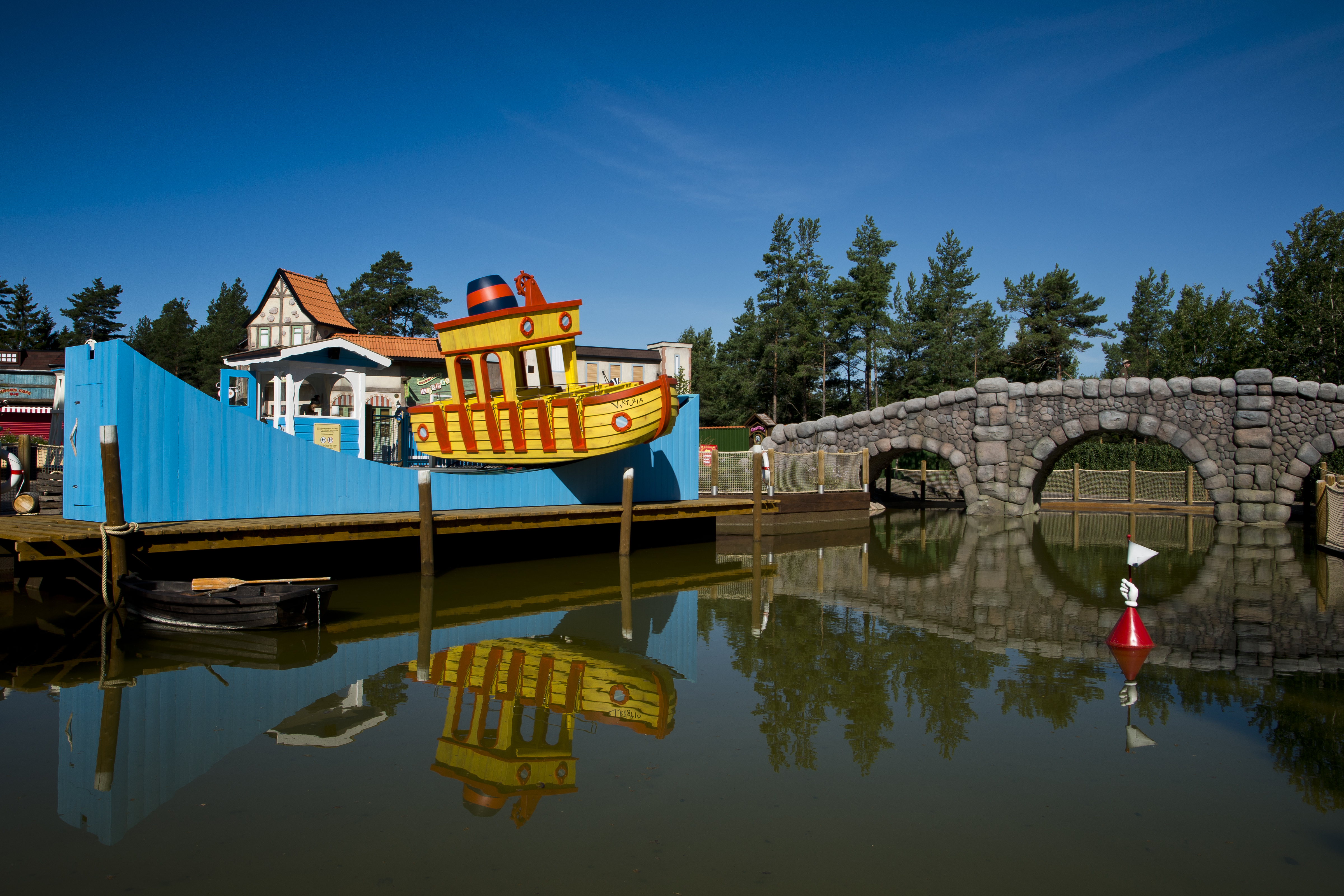
Viktoria à Kolmårdens Djurpark
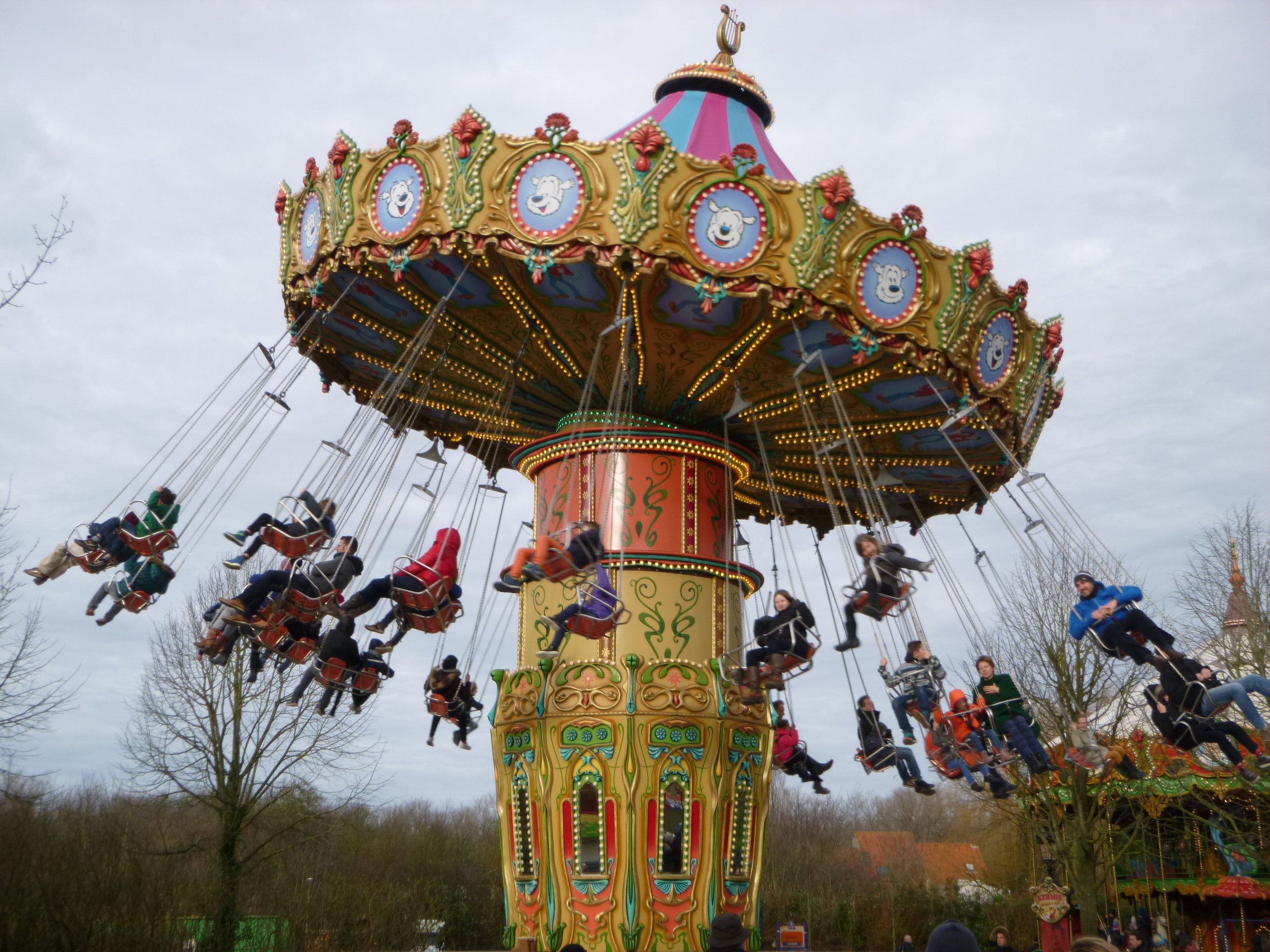
Wienerwalz à Plopsaland De Panne

## Hôtels
- DreamMore Resort - Dollywood ( États-Unis)
- Enchanted Village - Alton Towers ( Royaume-Uni)
- Hôtel Marineland Resort Côte d'Azur - Marineland d'Antibes ( France)
- Legoland Hotel - Legoland Florida ( États-Unis)
- Mansión de Lucy à PortAventura European Destination Resort ( Espagne)

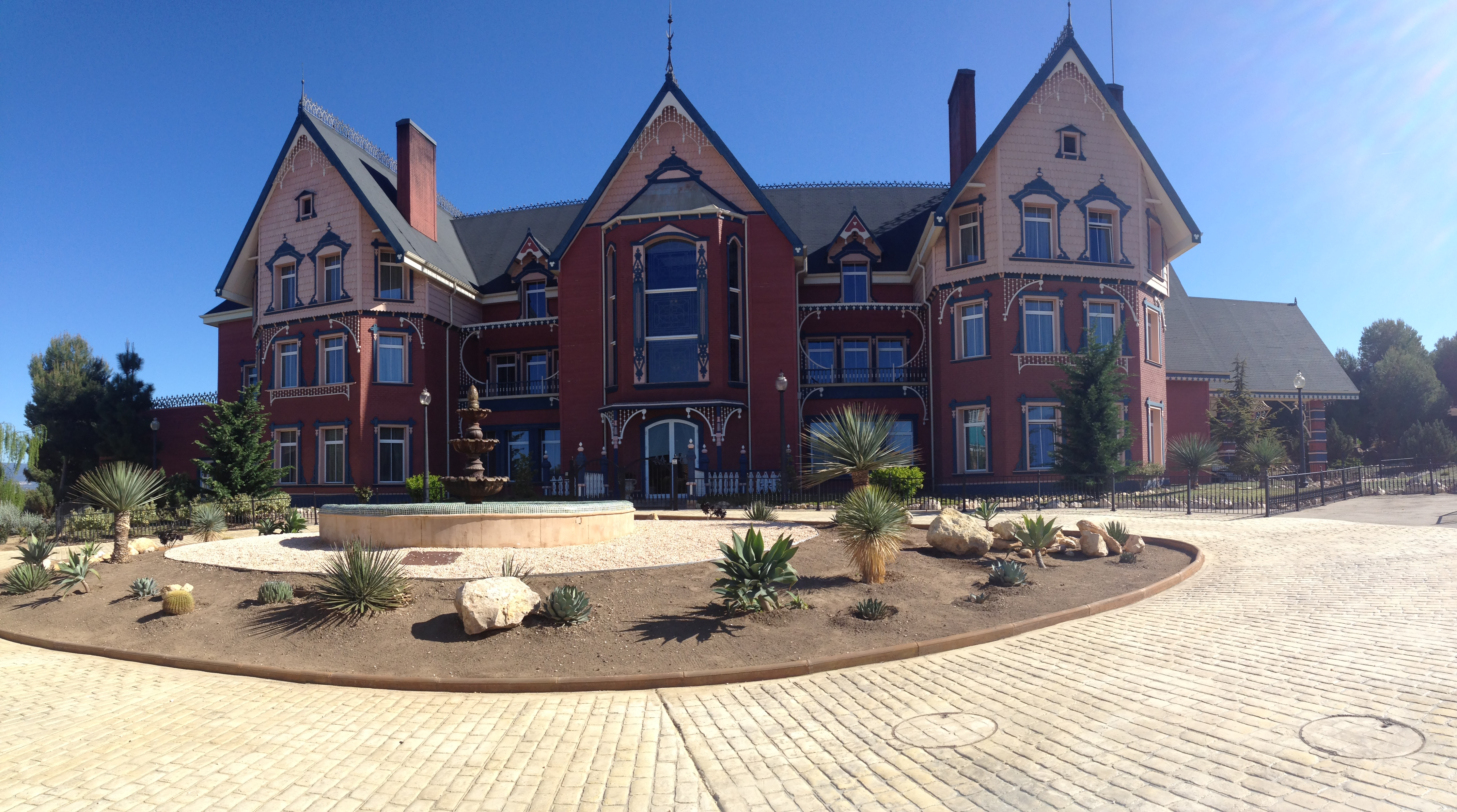
Mansión de Lucy à PortAventura Resort